# 2015

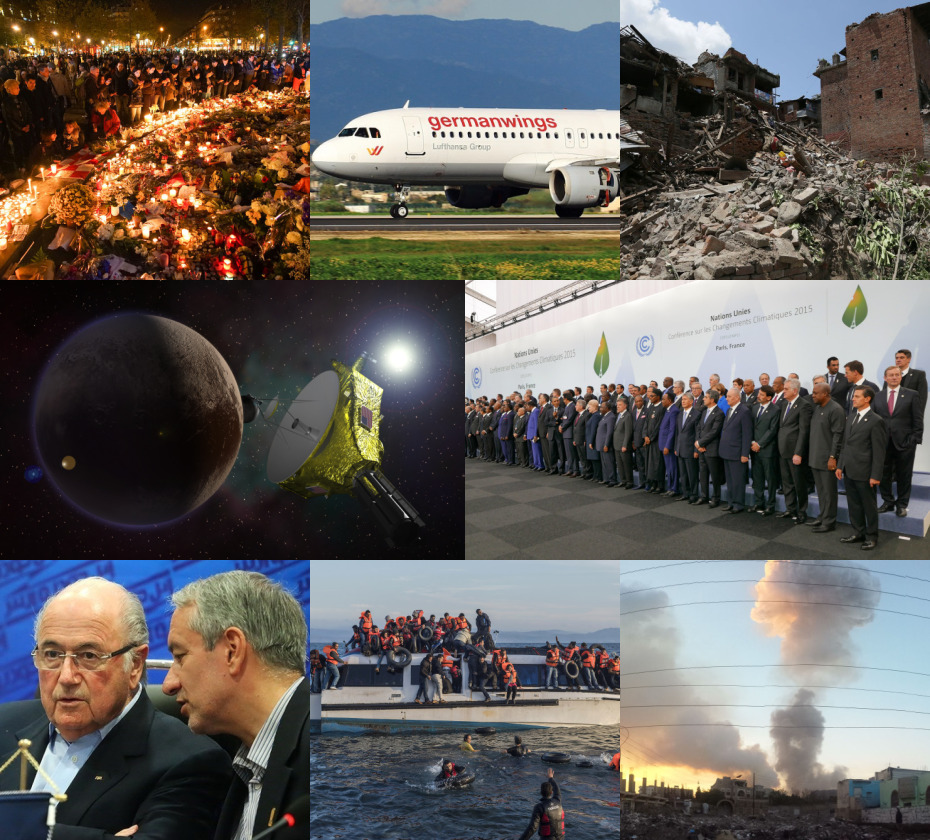
Desde arriba a la izquierda, en el sentido de las agujas del reloj: homenaje civil en recuerdo de los atentados de París de noviembre de 2015; El vuelo 9525 de Germanwings se estrelló deliberadamente en los Alpes franceses; los escombros de viviendas en Katmandú tras el terremoto de Nepal de abril de 2015; Los líderes mundiales posan para una fotografía durante el Acuerdo de París; un ataque aéreo en Sana'a durante la intervención liderada por Arabia Saudita en Yemen; Refugiados de la guerra civil siria desembarcan en Grecia; El presidente de la FIFA, Joseph Blatter, se ve obligado a renunciar en desgracia a raíz del caso de corrupción en la FIFA de 2015; New Horizons realiza un sobrevuelos y toma las primeras imágenes de Plutón.

2015 (MMXV) fue un año común que comenzó en jueves en el calendario gregoriano, fue también el número 2015 anno Dómini, de la era cristiana o de la era común, además del decimoquinto del tercer milenio, el quinto de la segunda década del siglo XXI y el sexto del decenio de los años 2010. 
Fue declarado como:
- El Año Internacional de la Luz y las Tecnologías Basadas en la Luz y también como el Año Internacional de los Suelos, según la ONU.

- El Año del Quijote Corriente por el cuatricentenario de Don Quijote de la Mancha.
- El año de la cabra, según el horóscopo chino.

## Conmemoraciones
- Año Internacional de la Luz y las Tecnologías Basadas en la Luz para la Asamblea General de las Naciones Unidas, proclamado en la LXVIII sesión.[1]
- Año Internacional de los Suelos (AIS) para la Asamblea General de las Naciones Unidas, proclamado en la LXVIII sesión.[2]
- Año de la vida consagrada para la Iglesia católica (del 30 de noviembre de 2014 al 2 de febrero de 2016).[3]
- Año Jubilar del V Centenario del nacimiento Santa Teresa de Jesús en España (del 15 de octubre de 2014 a 15 de octubre de 2015).
- IV Centenario de la publicación de la segunda parte de El Quijote
- Año de México en el Reino Unido y del Reino Unido en México.
- Año de la Diversificación Productiva y del Fortalecimiento de la Educación en Perú, según el decreto supremo 077-2014/PCM.[4]

## Acontecimientos
- 1 de enero: 
  - Lituania ingresa en la eurozona mientras que Letonia asume la presidencia del Consejo de la Unión Europea.
  - Dilma Rousseff inicia su 2.º gobierno al frente de Brasil, con la atención pública centrada en la corrupción y la economía.[5]
  - Termina el contrato entre la firma Italiana Ferrari y la marca de vehículos a escala Hot Wheels.
  - Un tribunal de Egipto ordena repetir el juicio, a petición de su defensa, a tres periodistas de la cadena de televisión catarí Al Jazeera, acusados de colaborar con los Hermanos Musulmanes ―oficialmente catalogados como terroristas― y presos desde diciembre de 2013, rechazando su liberación.[6]
  - En España entra en vigor la reforma de la Ley de Propiedad Intelectual, que trae como consecuencia el cierre de Google Noticias correspondiente a este país.[7]
  - En España entra en vigor la reforma fiscal mediante Ley 26/2014, del 27 de noviembre de 2014.[8]
  - En España cierra la transmisión de Disney Cinemagic en todas sus versiones y en Latinoamérica cierra el bloque nocturno Nick@Nite en Nickelodeon tras casi 9 años de emisión.[9]
- 2 de enero: 
  - En el mar Mediterráneo el transbordador Norman Atlantic es remolcado a la ciudad de Brindisi (Italia), tras sufrir el mortal incendio.[10]
  - Estados Unidos anuncia sanciones a funcionarios norcoreanos por ser el Gobierno el presunto ejecutor del ciberataque que afectó a la empresa Sony.[11]
- 3 de enero: 
  - Militantes de Ansar al-Sharia secuestran a 13 cristianos coptos en Sirte (Libia).[12]
  - DHX Media estrena el Inspector Gadget 2015 basado en la serie de 1983
- 4 de enero: el diario alemán Der Spiegel afirma que el gobierno de Berlín da por hecho que Grecia abandonará el euro si el partido político euroescéptico Coalición de la Izquierda Radical (SYRIZA) gana las elecciones parlamentarias del 25 de enero.[13]

- 5 de enero: En Dakar, (Senegal) fallece el expiloto francés Jean-Pierre Beltoise.Ataque contra la sede de la revista satírica Charlie Hebdo en París (Francia).

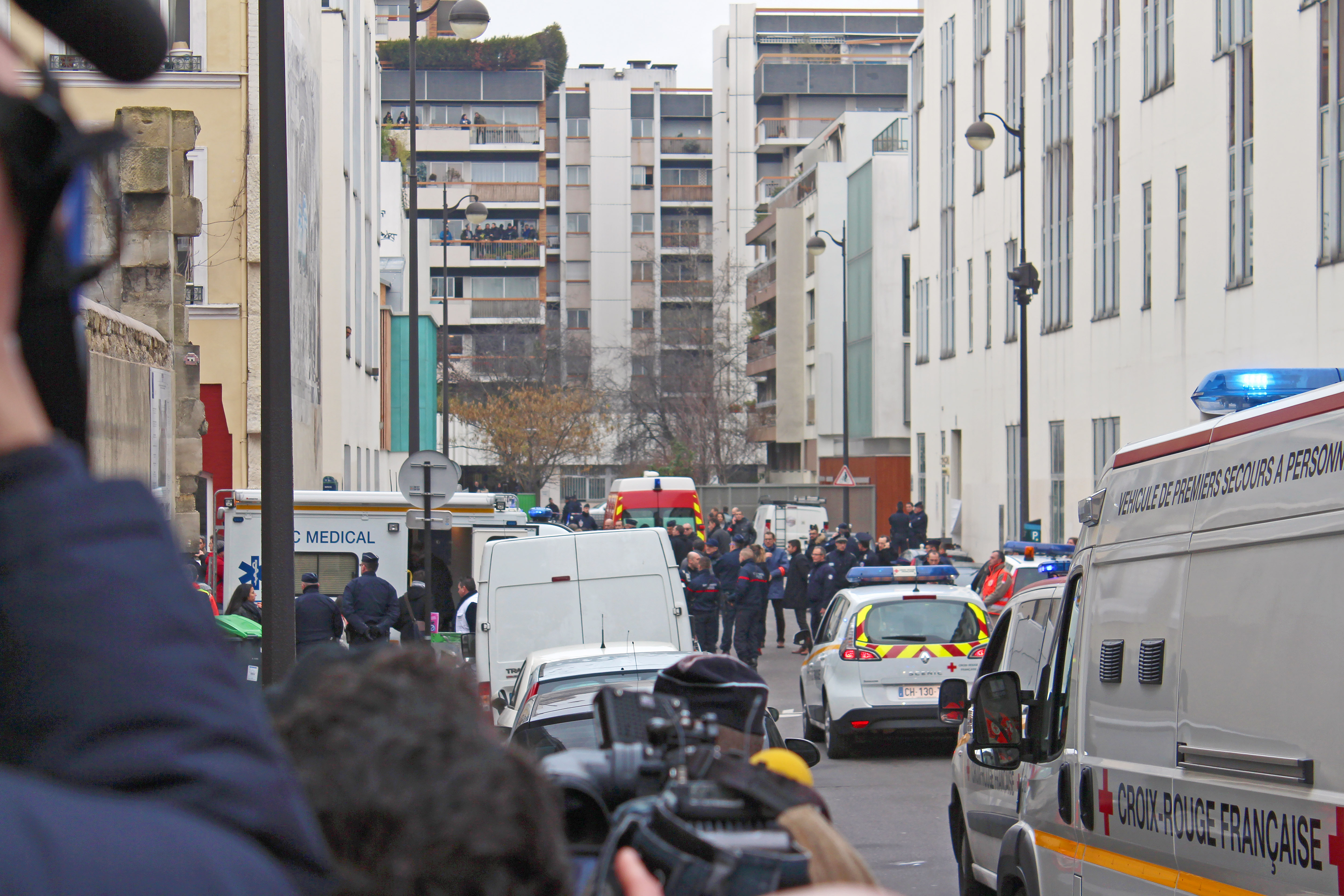
Ataque contra la sede de la revista satírica Charlie Hebdo en París (Francia).

- 7 de enero: Irrumpen 3 hombres armados en la redacción del semanario satírico francés Charlie Hebdo matando a 12 personas e hiriendo a 11. La insurgencia de Al Qaeda en Yemen fue la organizadora de la masacre.[14]
- 8 de enero: 
  - En el sur de París se produce otro ataque yihadista, resultando muerta una policía municipal y herido un empleado municipal.[15]
  - En Madrid, por la tarde, se desaloja la estación de Nuevos Ministerios por un paquete sospechoso. Tres líneas de Metro de Madrid, el servicio de Cercanías y una parte del paseo de la Castellana (una de las arterias principales de la capital española) son cortados. El grupo TEDAX, experto en explosivos del Cuerpo Nacional de Policía, descarta la amenaza de bomba.[16]
- 16 de enero: 
  - Estados Unidos empieza a facilitar viajes, comercio e inversión con Cuba tras el anuncio de reapertura en diciembre, aunque la restricción todavía no está totalmente suprimida.[17]
  - La NASA encuentra en Marte la sonda Beagle 2, de la Agencia Espacial Europea, que fue lanzada en 2003 y dada por perdida en 2004.[18]

- 18 de enero: 

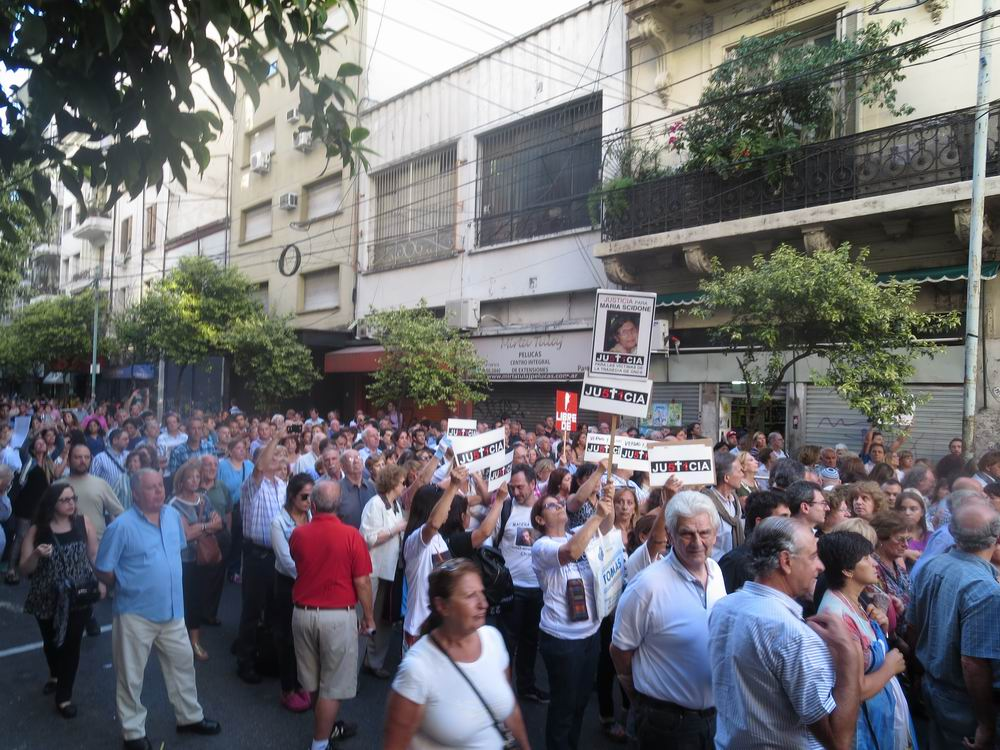
Manifestaciones en toda Argentina por la muerte del fiscal Nisman.

  - en Buenos Aires (Argentina) es hallado muerto el fiscal Alberto Nisman en su departamento. Días atrás había presentado una denuncia contra la presidenta Cristina Fernández de Kirchner, acusándola de un presunto plan para lograr la impunidad de los perpetradores del atentado terrorista contra la mutual judía AMIA (perpetrado en 1994). Al día siguiente, Nisman debía presentarse ante el Congreso pero carecía de evidencias para sus dichos.[20] Nisman también había procesado al jefe de Gobierno de la Ciudad de Buenos Aires, Mauricio Macri, por montar escuchas telefónicas ilegales a familiares de víctimas del atentado terrorista contra la AMIA.[21]
  - Malí se declara libre de ébola tras 42 días de no haberse registrado nuevos casos.[22]
- 19 de enero: 
  - La ciudad de Dresde, en Alemania, prohíbe las concentraciones públicas durante 24 horas por el alto peligro de atentados como el reciente de la revista francesa Charlie Hebdo, lo que incluye las protestas del grupo islamófobo PEGIDA. Previamente el propio movimiento había cancelado su marcha por amenazas contra la integridad física de los miembros.[23]
  - En España comienza el proceso judicial contra el acusado del robo del Códice Calixtino robado de la Catedral de Santiago de Compostela en 2011.
- 20 de enero: Fallece el cantante Canserbero al caer de un décimo piso en Maracay, Venezuela.
- 22 de enero: 
  - En Bolivia, Evo Morales es investido para un tercer mandato presidencial consecutivo para el período 2015-2020.
  - Después de que las fuerzas hutíes toman el palacio presidencial, el presidente yemení Abd Rabbuh Masur al-Hadi renuncia después de meses de disturbios.[24]
- 23 de enero: fallece el rey de Arabia Saudita, Abdullah bin Abdul-Aziz en Riad y se corona a Salman bin Abdul-Aziz como nuevo monarca.[25]

- 25 de enero: 
  - en Grecia se celebran elecciones parlamentarias.Alexis Tsipras y su partido asumieron sus puestos el 26 de enero.

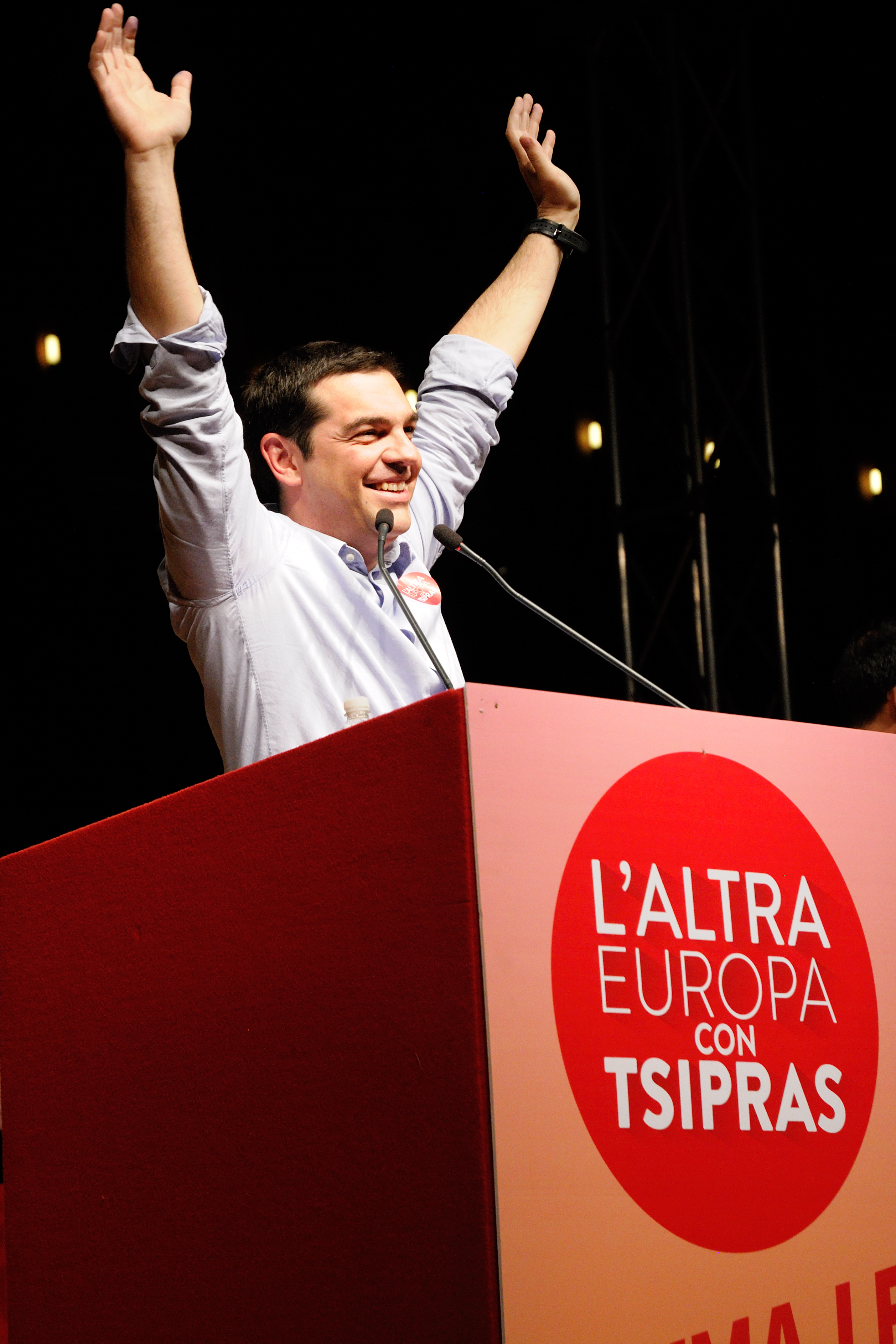
Alexis Tsipras y su partido asumieron sus puestos el 26 de enero.

  - en Doral, Estados Unidos, se lleva a cabo el concurso Miss Universo 2014 donde Paulina Vega de Colombia obtiene la segunda corona universal a su país después de casi 57 años.
- 26 de enero: en Guadalajara chocan dos trenes modelo TEG-90 en la estación Periférico Norte de la Línea 1 del tren eléctrico, Deja 27 heridos.
- 26 de enero: 
  - En Boston, Estados Unidos, comienza el juicio contra Dzhokhar Tsarnaev, quien coperpetró el atentado de la maratón de Boston en abril de 2013.[26]
  - En Kobane, Siria, las fuerzas de las Unidades de Protección Popular expulsan a los últimos terroristas del Estado Islámico en la ciudad.
  - En Ramadi, Siria, tropas iraquíes capturan un arsenal de armas a la banda terrorista Estado Islámico; entre ellas encuentran fusiles de fabricación israelí.[27]
  - El asteroide 2004 BL86 pasa cerca de la Tierra sin representar peligro alguno.[28]
- 27 de enero: cerca de 400 indígenas achuar y quechuas en Loreto (Perú) toman 16 pozos del mayor lote petrolero en ese país, operado por la multinacional argentina Pluspetrol, paralizando su producción para reclamar mejores compensaciones por el uso de sus tierras y agua.[29]
- 29 de enero: en la Ciudad de México se produce una explosión en el Hospital Materno de Cuajimalpa, provocando el derrumbe del 75 % del edificio, atrapando a personal y pacientes. La explosión se produjo a las 7:15 a. m. (hora local), provocada por una fuga de gas de un camión que abastecía al hospital. Se reportaron 7 muertos y más de 60 heridos.[30]
- 31 de enero: Sergio Mattarella es elegido nuevo presidente de la República Italiana.[31]

### Febrero

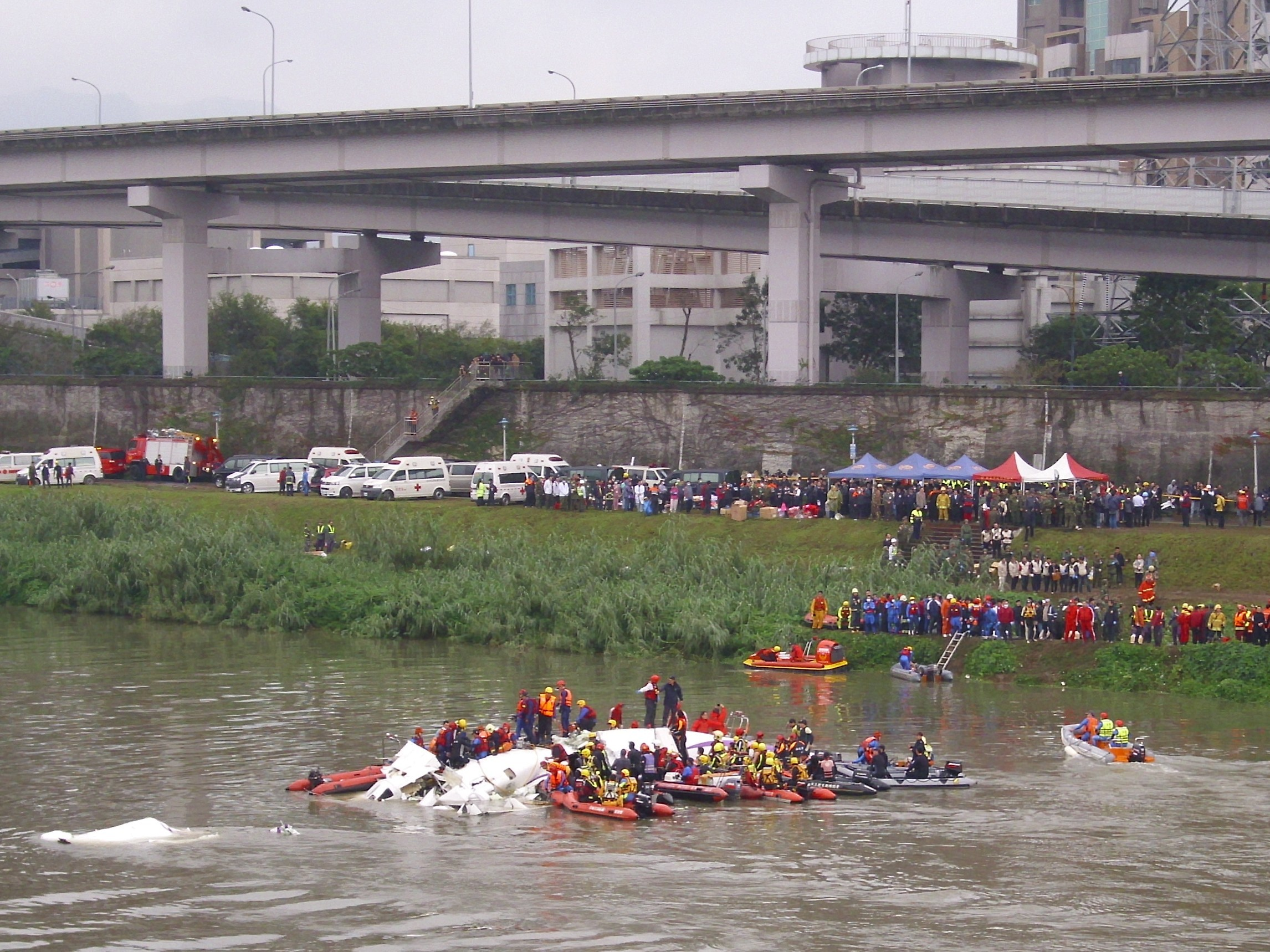
El avión estrellado de Taiwán durante el rescate en el río Keelung.

- 1 de febrero: Egipto libera a uno de los 3 periodistas de Al Jazeera, en prisión casi 14 meses, para ser deportado a su país natal, Australia.[32]
- 3 de febrero: el Parlamento británico aprueba una ley que convierte a Reino Unido en el primer país en el mundo en permitir una técnica innovadora de fertilización in vitro que utiliza el ADN de tres personas.
- 4 de febrero: en el río Keelung (Taipéi) se estrella el Vuelo 235 de TransAsia Airways con destino en Kinmen (Taiwán).
- 5 de febrero: Siria bombardea zonas controladas por rebeldes del Ejército del Islam del este de Damasco, en represalia por el lanzamiento de obuses de los insurgentes en dirección a esta capital, dejando sin vida a 70 personas. Los ataques de los insurgentes, por su parte, mataron a 10 personas.[33]
- 8 de febrero: en Atenas, Grecia, el flamante primer ministro Alexis Tsipras proclama «el fin de la era de austeridad» y de «5 años de atrocidad por el rescate financiero» durante la crisis financiera griega.[34]
- 9 de febrero: fuentes policiales de Filipinas aseguran haber recibido información de un intento de asesinato contra el papa Francisco durante su visita al país el mes anterior por parte de Yemaah Islamiya, considerado una rama de Al Qaeda en Asia.[35] Aunque después fue destituido el jefe de la Fuerza de Acción Especial, quien había brindado la información,[36] y el Vaticano negó que pueda haber existido tal probabilidad.[37] La Policía Nacional no lo confirmó ni desmintió.

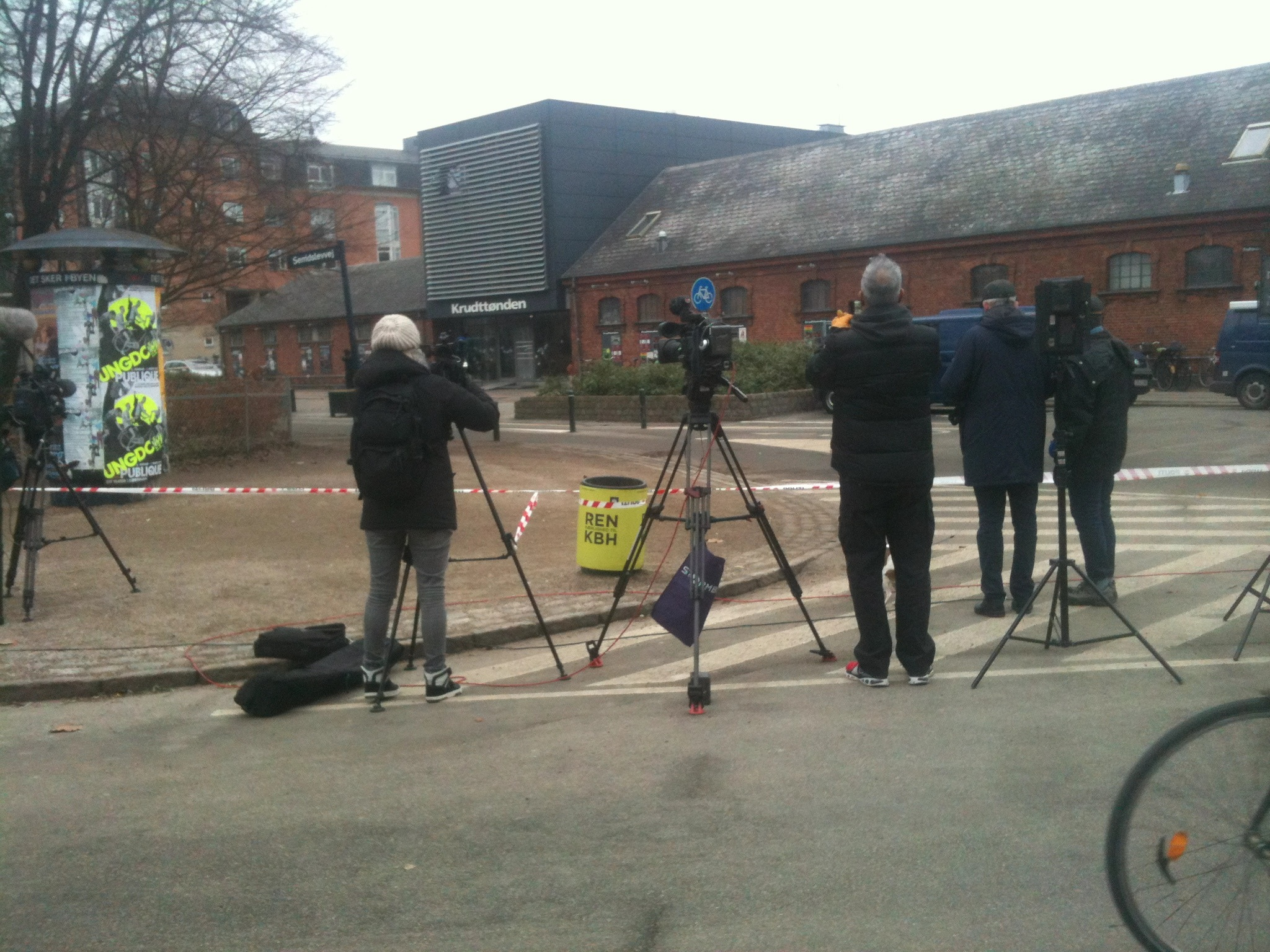
Policías y periodistas en el lugar del tiroteo en Copenhague, momentos después de que sucediera.

- 14 al 15 de febrero: atentados en Copenhague, donde resultan muertas 3 personas y 5 heridas.
- 16 de febrero: el periódico español El Mundo revela que José Ignacio de Juana Chaos ―terrorista de ETA cuya condena a 3129 años de prisión (por 25 asesinatos) fue reducida a 18 años― se encuentra prófugo en la localidad de Chichiriviche (Venezuela).[38]
- 18 de febrero: 
  - Libia solicita ante el Consejo de Seguridad de Naciones Unidas que levante el embargo de armas que pesa sobre el país, recalcando que necesita ayuda para combatir a la banda terrorista Estado Islámico, una de las tantas facciones que florecieron en la anarquía dejada por la guerra civil de 2011.[39]
  - Ante el antiguo puerto de Cesarea (Israel), buzos hallan el mayor tesoro alguna vez encontrado en la costa mediterránea de ese país: casi 2000 monedas de oro del siglo XII.[40]
- 19 de febrero: 
  - En Venezuela es detenido Antonio Ledezma, alcalde del Distrito Metropolitano de Caracas por el partido opositor Alianza Bravo Pueblo.
  - En Estados Unidos finaliza la transmisión de la serie cómica Two and a Half Men.[41]
- 20 de febrero: Liberia ordena reabrir sus fronteras internacionales luego de casi siete meses por el brote de ébola del occidente africano, aunque no quedó esclarecido de inmediato si será accesible el límite con Costa de Marfil, país que mantiene cerrado su paso fronterizo desde agosto.[42]
- 22 de febrero: en Chile comienza el Festival Internacional de la Canción de Viña del Mar 2015
- 23 de febrero: 
  - en Nueva York, Estados Unidos, un juez federal declara responsables a la Autoridad Nacional Palestina (ANP) y a la Organización para la Liberación de Palestina (OLP) de una serie de ataques terroristas en Israel entre 2002 y 2004 donde perecieron ciudadanos estadounidenses, ordenando una indemnización de 218.5 millones de dólares estadounidenses para los familiares.[43]
  - Se confirma la existencia de cuatro nuevos cráteres recién formados en el norte de Rusia (en la zona donde el año anterior se encontraron varios cráteres nuevos, de origen desconocido).[44]
  - Investigadores japoneses anuncian haber creado el reloj más preciso del mundo.[45]
- 24 de febrero: en las cercanías de la Universidad Católica del Táchira (UCAT), en San Cristóbal (Venezuela), un funcionario de la Policía Nacional Bolivariana mata al estudiante Kluivert Roa (14), que se encontraba (pero no participaba) en una protesta contra el mandatario Nicolás Maduro.[46]

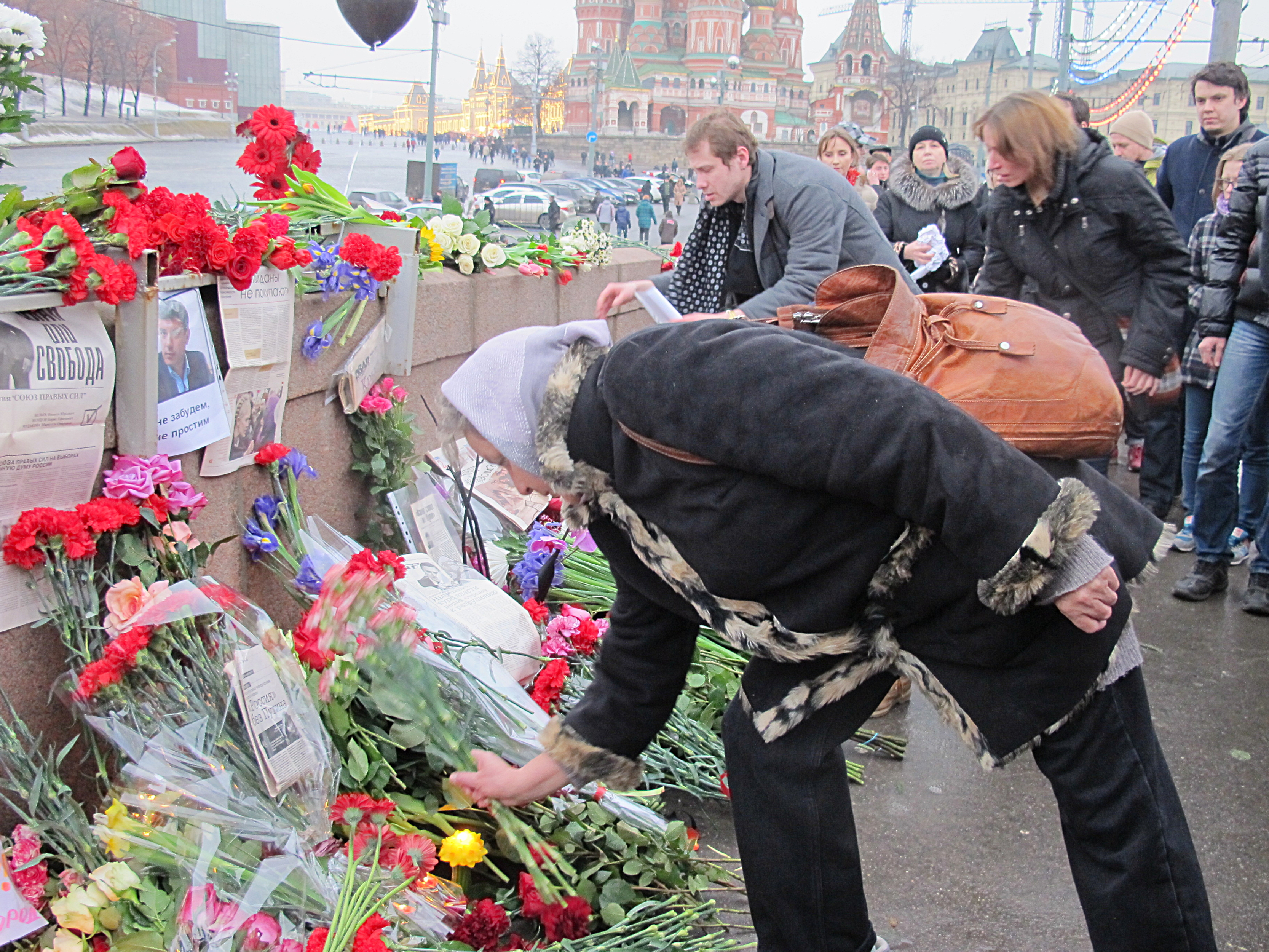
Flores dejadas en un homenaje a Borís Nemtsov.

- 26 de febrero: en Buenos Aires (Argentina), la Justicia desestima la denuncia del recientemente fallecido fiscal Alberto Nisman ― «En la propia denuncia no hay delito alguno»― contra la presidenta Cristina Fernández de Kirchner.[47]
- 27 de febrero: Cerca del Kremlin, en Moscú (Rusia), a las 23:37 de la noche es asesinado el político opositor Borís Nemtsov.

### Marzo
- 1 de marzo: 
  - Tabaré Vázquez se convierte por segunda vez en presidente de Uruguay para el periodo 2015-2020.[48]
  - Se realizan las elecciones legislativas y municipales de El Salvador.
  - Se presenta el nuevo Samsung Galaxy S6 de Samsung.
  - Se celebran Elecciones generales en Andorra.
- 3 de marzo: en Chile, el volcán Villarrica entra en erupción.
- 5 de marzo: en Lima (Perú) el Parlamento realiza la segunda votación para la prohibición de la reelección inmediata de autoridades regionales y municipales, que supera los votos necesarios. La Constitución requería dos votaciones, la primera fue menos de cinco meses atrás, y supone la modificación de la misma.[49]
- 10 de marzo: en Colombia un sismo de 6,6 grados sacude a la mitad del país con epicentro en la Mesa de los Santos.
- 13 de marzo: en Valparaíso (Chile), alrededor de las 15:30 hora local se inicia un incendio. Con el transcurso de las horas se considera que la ciudad es zona de catástrofe. Bomberos de distintas localidades, incluso de Santiago, viajan a la zona. La catástrofe cuenta con características muy similares a la ocurrida el 12 de abril de 2014 (hace 11 meses), el Gran incendio de Valparaíso.
- 14 de marzo: el país insular de Vanuatu es destruido por el ciclón Pam. Tras la ayuda internacional, empieza la reconstrucción del país.
- 17 de marzo: tras un año de análisis, confirman que encuentran el cuerpo de Miguel de Cervantes.
- 18 de marzo: ataque al Museo Nacional del Bardo, en Túnez. Se informan 23 muertos.
- 19 de marzo: hallan 5 cadáveres de bebes en el congelador de casa de un matrimonio en Francia
- 20 de marzo: Eclipse solar total. Fue visible en el norte del Océano Atlántico y en las Islas Svalbard.
- 20 de marzo: en Estados Unidos, la cadena Fox emitió el último episodio de la serie de televisión Glee.
- 22 de marzo: en España se celebran las elecciones al Parlamento de Andalucía.
- 24 de marzo: 

Trayectoria del vuelo de Germanwings, estrellado en los Alpes franceses.

  - Trayectoria del vuelo de Germanwings, estrellado en los Alpes franceses.Técnicos en Japón consiguen transmitir energía eléctrica a través de microondas a una distancia relativamente extensa por primera vez en la Historia.[50]
  - En la región de Digne (Francia), el copiloto del Vuelo 9525 (un Airbus A320-211) de la empresa alemana Germanwings lo estrella exprofeso contra los Alpes franceses. Llevaba 144 pasajeros a bordo y 6 tripulantes. Realizaba el trayecto entre Barcelona (España) y Düsseldorf (Alemania).
  - En la base antártica argentina Esperanza, ubicada a 1150 km al sursureste de la ciudad patagónica de Ushuaia― se registra una temperatura de 17,5 °C, la más alta registrada desde que se mide ese parámetro en ese continente (Base Orcadas, 1903).[51]

- 25 de marzo: 
  - en Chile un temporal de lluvia y de tormentas eléctricas, ocasiona una serie de aluviones, afectando principalmente la Región de Antofagasta y Región de Atacama, y en menor medida en la Región de Coquimbo.
  - el cantante Zayn Malik abandona One Direction a mitad del tour On the Road Again.

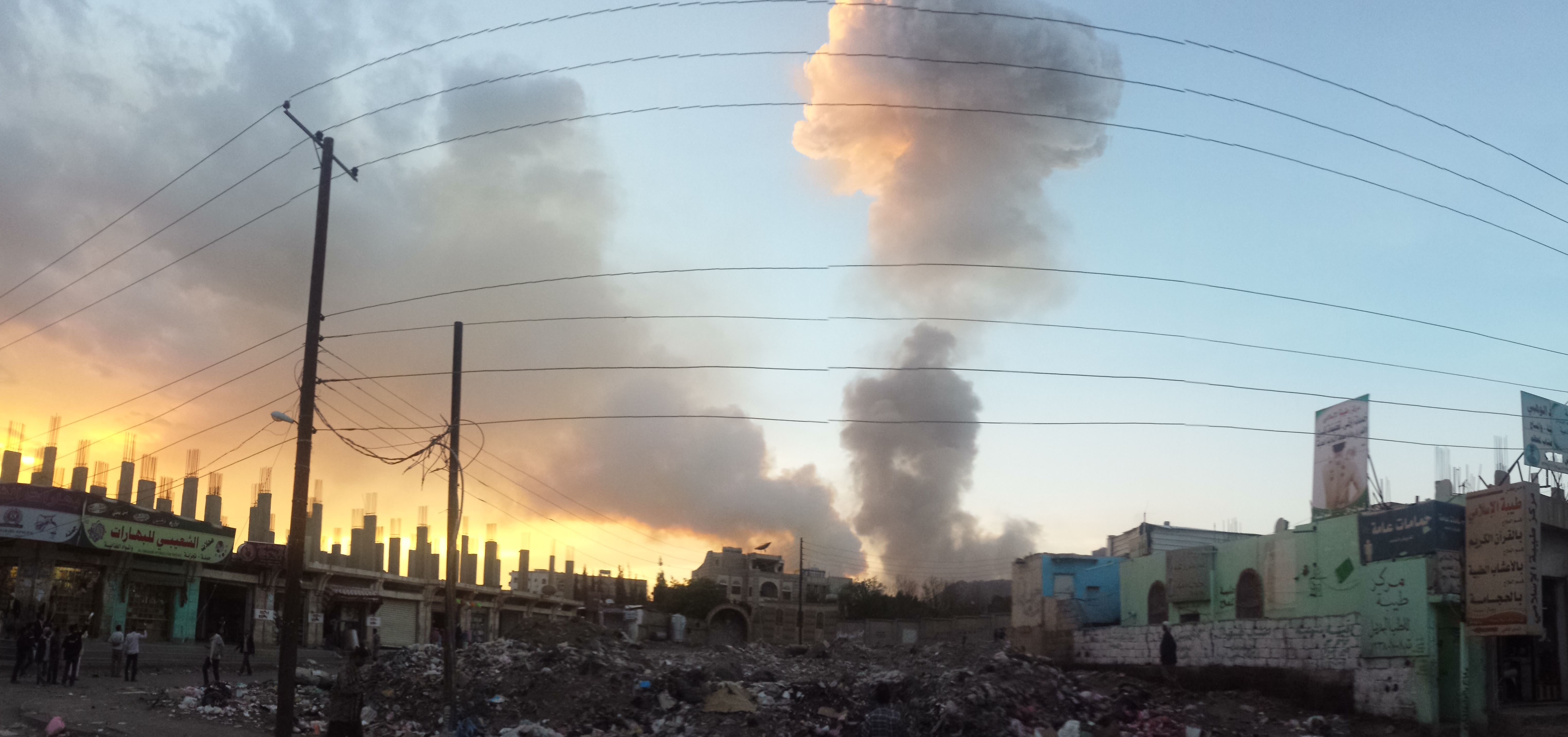
Ataques aéreos en Saná el 11 de mayo de 2015

  - Ataques aéreos en Saná el 11 de mayo de 2015Arabia Saudita lidera una coalición de nueve países de Oriente Medio y África para intervenir militarmente en Yemen. La intervención fue solicitada por el entonces presidente (reconocido internacionalmente como favorable a los saudíes) Abd Rabbuh Mansur al-Hadi, quien pidió ayuda militar tras ser derrocado por los hutíes debido a dificultades económicas y políticas.
- 26 de marzo: en Leicester (Reino Unido) se llevó a cabo el funeral de Ricardo III de Inglaterra (1452-1485). Sus restos fueron encontrados en agosto de 2012.
- 29 de marzo: 
  - En Bolivia se llevan a cabo elecciones subnacionales para elegir gobernadores, alcaldes, asambleístas y concejales en casi 390 municipios.
  - Se realiza la edición número 31 de Wrestlemania.

### Abril
- 2 de abril: se produce una masacre en la Universidad de Garissa, en Kenia, de manos de Al-Shabbaab y que de acuerdo con la información oficial el número de víctimas se ubica en 152 personas, en su mayoría estudiantes que yacían sin vida dentro del recinto.[52]
- 4 de abril: se produce un eclipse lunar.
- 6 de abril: Chipre levanta las últimas restricciones impuestas a sus bancos.
- 10 de abril: en Panamá comienza la VII Cumbre de las Américas.
- 12 de abril: resultan 17 personas muertas y 59 heridas en la ciudad siria de Alepo por bombardeos y el disparo de cohetes por parte de las fuerzas del Gobierno sirio y de los rebeldes.[53]
- 13 de abril: China impide que Taiwán sea miembro fundador del Banco Asiático de Inversión en Infraestructura.[54]
- 14 de abril: Colombia son asesinados once soldados del ejército por las FARC mientras, realizaban vigilancia en Cauca.
- 19 de abril: Reino Unido acusa a Argentina de hostigamiento por la decisión de iniciar acciones judiciales a 3 compañías petroleras británicas que extraen gas y petróleo; Falkland Oil and Gas, Premier Oil y Rockhopper; cerca de las Islas Malvinas, reclamadas por este último.[55]
- 19 de abril: En Finlandia se celebran elecciones parlamentarias.

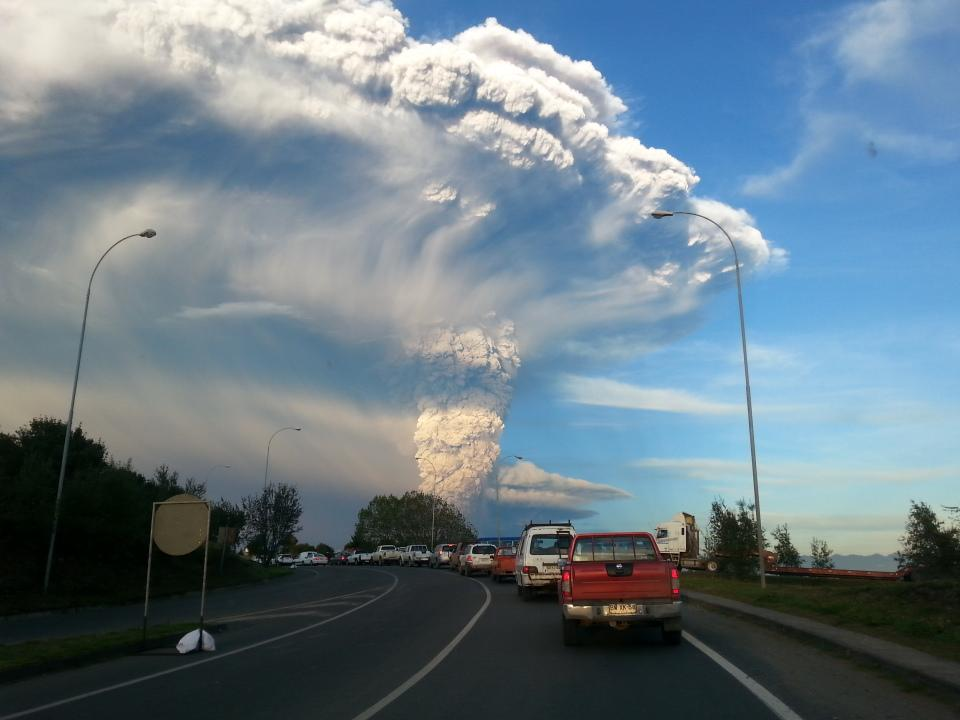
El volcán Calbuco en erupción visto desde Puerto Varas (Chile) el 22 de abril.

- 22 de abril: en Chile, el volcán Calbuco entra en erupción y afecta a varias zonas y ciudades chilenas y argentinas.
- 24 de abril: la empresa estadounidense Apple lanza su primer reloj inteligente, llamado Apple Watch, que compite dentro del mercado de los smartwatchs con Android Wear, Pebble, Sony, Samsung y Xiaomi.

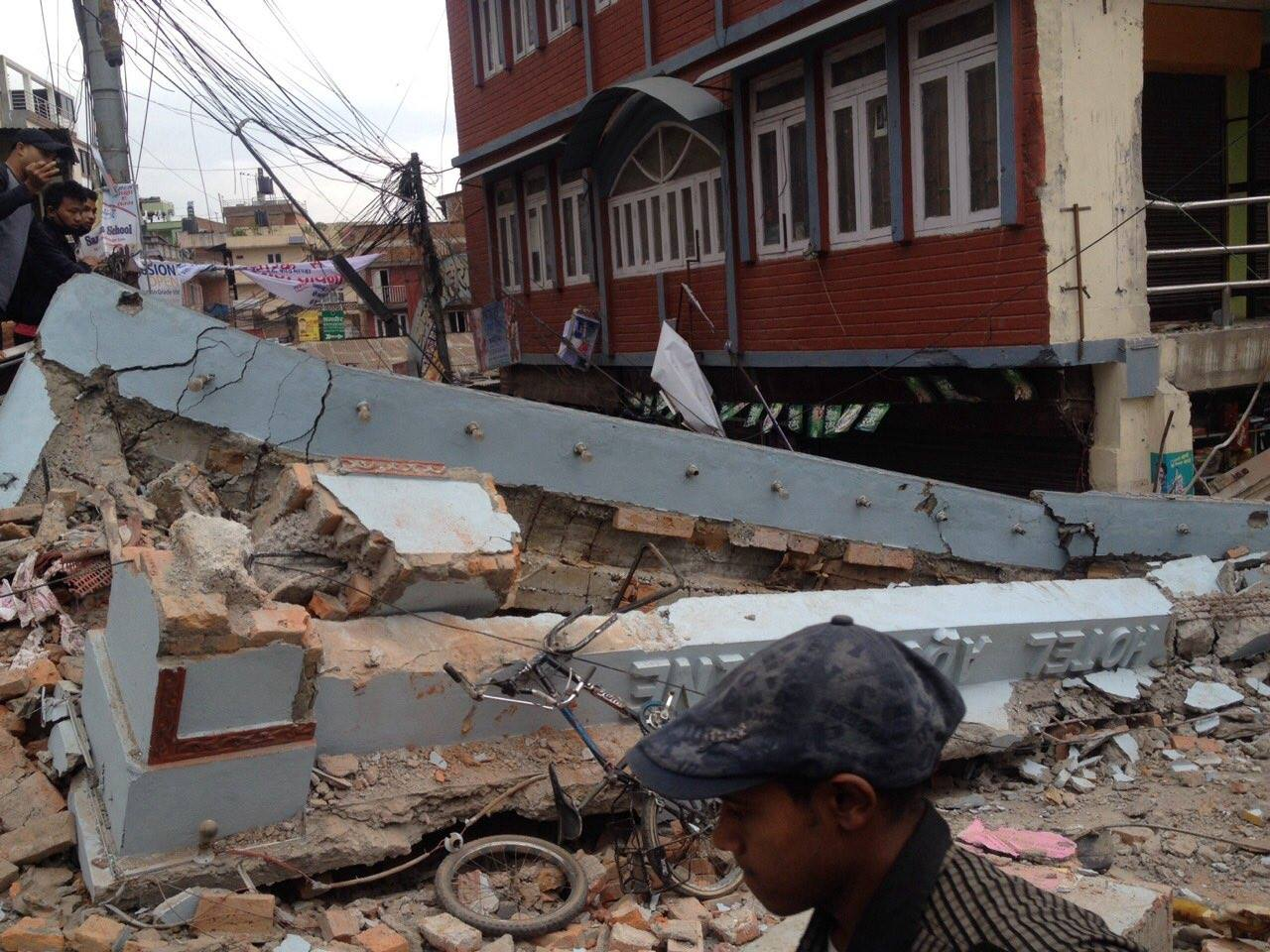
Este sismo es el segundo peor de Nepal, después del terremoto del 15 de enero de 1934.

- 25 de abril: Un devastador terremoto de 7,8 sacude Nepal dejando un saldo de más de 8.900 muertos.
- 28 de abril: rescatadas en Nigeria 293 mujeres y niñas secuestradas por Boko Haram en un operativo dirigido a recuperar el bosque de Sambisa. Las recatadas no son las víctimas del secuestro de Chibok.[56]
- 30 de abril: la Corte Suprema de Justicia de Colombia realiza la lectura de sentencia a María del Pilar Hurtado ―exdirectora del disuelto Departamento Administrativo de Seguridad (DAS)― y Bernardo Moreno ―exsecretario general de la Presidencia―, quienes reciben 14 años de cárcel y 8 años de prisión domiciliaria respectivamente por espionaje a políticos y periodistas en la segunda presidencia de Álvaro Uribe.[57]
- 30 de abril: Antonio Ledezma, alcalde de Caracas, recibe el alta médica y queda en su residencia en calidad de detenido para continuar con su proceso judicial por supuesta conspiración política.[58]
- 30 de abril: la misión MESSENGER concluye. La NASA estrella la sonda contra Mercurio poniendo fin a su viaje.

### Mayo
- 1 de mayo: comienza la Exposición Internacional de Milán.
- 1 de mayo: en Jalisco, México el Cartel Jalisco Nueva Generación provocó 50 incendios en partes de todo el estado.
- 2 de mayo: en una ceremonia fúnebre chiita realizada en Bagdad (capital de Irak) explotan 2 coches bomba que matan a 19 personas. Posteriormente el atentado será reivindicado por la banda terrorista Estado Islámico.[59]
- 4 de mayo:
  - UNICEF alerta del riesgo de un aumento del tráfico de niños en Nepal tras el destructivo terremoto de abril, lo que es más grave en un país con índices de explotación infantil, de tráfico de menores y de abuso y violencia elevados. Igualmente muestra su preocupación de que termine degradándose otra situación también bastante seria, la desnutrición.[60][61]
  - En la estación Oceanía de la Línea 5 del Metro de la Ciudad de México, chocan dos trenes.
- 6 de mayo: en Chile, la presidenta Michelle Bachelet anuncia la renovación parcial de su gabinete en una entrevista de televisión en un momento en el que presenta un bajo respaldo popular.[62]
- 7 de mayo: en el Reino Unido se celebran elecciones generales.
- 7 de mayo: en el Aeropuerto de Roma-Fiumicino, el más importante de Italia, un incendio en la terminal 3 provoca cancelación de vuelos, lo que afecta y abarrota las terminales 1 y 2.[63]
- 7 de mayo: Una nave rusa modelo Progress impacta en medio del Océano Pacífico tras varios días fuera de control sin mayores incidentes.
- 8 de mayo: en Egipto se confirma la reconstrucción del Faro de Alejandría, la estructura más alta en la Tierra durante siglos y una de las Siete Maravillas del Mundo Antiguo.[64]
- 10 de mayo: en Uruguay se celebran elecciones departamentales y municipales.
- 12 de mayo: otro terremoto de 7,3 golpea a Nepal dejando un saldo de 218 muertos y más devastación.[65]
- 12 de mayo: un tren con 240 pasajeros descarrila en Filadelfia cubriendo la ruta Washington D. C.-Nueva York. Aún no se confirma el número de fallecidos.
- 12 de mayo: Seymour Hersh, periodista estadounidense ganador del Premio Pulitzer, publica un artículo en la revista quincenal London Review donde cuestiona la veracidad de las afirmaciones del Gobierno de Estados Unidos acerca de la muerte del abatido líder de Al Qaeda, Osama Bin Laden.[66] La Casa Blanca rechazó casi de inmediato tal información.[67]
- 13 de mayo: supuesto intento de golpe de Estado en Burundi.[68]
- 13 de mayo: La Santa Sede reconoce a Palestina como una nación soberana e independiente.[69][70]
- 14 de mayo: 
  - en Argentina, los jugadores de River Plate fueron atacados con una preparación similar al gas pimienta durante un partido de la Copa Libertadores ante Boca Juniors, disputado en La Bombonera.
  - en Las Vegas, Estados Unidos, fallece a los 89 años el guitarrista, compositor y pionero del blues B. B. King.
  - debuta el grupo de K-pop, Monsta X, con el álbum TRESPASS. Incluyendo los miembros: Shownu, Minhyuk, Kihyun, Hyungwon, Joohoney, I.M y Wonho.[71]
- 15 de mayo: fue lanzado el MS Symphony Of The Seas de la Royal Carebeean International.
- 15 de mayo: Dzhokhar Tsarnaev, el único con vida de los 2 responsables del Atentado de la maratón de Boston, es sentenciado a la pena de muerte.[72][73]
- 18 de mayo: se produce una alud de tierra en Salgar Colombia; provocando la muerte de 85 personas y destruyó el casco rural de la localidad.
- 23 de mayo: 
  - en Viena (Austria) se celebra la final de la LX edición del Festival de la Canción de Eurovisión donde Måns Zelmerlöw obtiene la sexta victoria para Suecia con la canción Héroes acumulando 365 puntos.
  - El arzobispo Oscar Arnulfo Romero fue proclamado Beato de la Iglesia en la Plaza de El Salvador del Mundo en San Salvador.
- 24 de mayo: 
  - En España se celebran elecciones municipales y autonómicas. Además de elecciones Forales en Navarra y a las Juntas Generales del País Vasco.
  - Martín Belaunde Lossio ―empresario y exasesor del presidente del Perú Ollanta Humala investigando por narcotráfico― huye en Bolivia.
  - Juan Pablo Montoya gana la edición 99.º de las 500 Millas de Indianápolis, superando faltando 5 vueltas a su adversario Will Power.
- 25 de mayo: Louis Nirenberg y John Forbes Nash reciben el Premio Abel en Oslo, Noruega, en la ceremonia de entrega del premio.
- 27 de mayo:
  - Sevilla F. C. gana su cuarta (4) Liga Europea de la UEFA tras vencer 3-2 al Dnipro Dnipropetrovsk.
  - en Zúrich, Suiza, se destapa el escándalo por corrupción en la FIFA. Arrestan a 19 funcionarios de la FIFA.
- 29 de mayo:
  - Joseph Blatter es reelegido como presidente de la FIFA, consiguió así su quinto mandato.[74]
  - Se lanza a nivel mundial el videojuego Splatoon.
- 30 de mayo: 
  - Comienza la 20.ª Edición de la Copa Mundial de Fútbol Sub-20 de 2015 por primera vez en Nueva Zelanda.
  - Un terremoto de 7,8 sacude las islas Ogasawara en Japón dejando varios heridos.

### Junio
- 2 de junio: 
  - En España, se diagnostica difteria a un niño de once años no vacunado. Se trata del primer caso de la enfermedad en el país europeo desde 1987.[75]
  - Joseph Blatter presenta su renuncia a la presidencia de la FIFA en medio de una investigación de corrupción dirigida por el FBI, y pide un congreso extraordinario para elegir a un nuevo presidente lo antes posible..[76]
- 3 de junio: en Argentina, se realiza por primera vez el Ni Una Menos, una movilización multitudinaria contra los femicidios, extendiéndose luego a Latinoamérica y otros países, convirtiéndose en un movimiento social y un lema contra la violencia hacia las mujeres y diversidades sexogenéricas.
- 5 de junio: Un terremoto de 6,0 sacude Malasia dejando 18 muertos.
- 6 de junio: F. C. Barcelona gana su quinta Liga de Campeones de la UEFA al vencer 3-1 a la Juventus en el Olympiastadion de Berlín (Alemania).
- 7 de junio: en México se celebran elecciones federales intermedias.
- 7 de junio: el expresidente del Gobierno español Felipe González llega a Venezuela para participar en la defensa de los líderes opositores venezolanos detenidos Leopoldo López y Antonio Ledezma.[77] Dos días después abandona Venezuela, vía Bogotá, tras prohibirle el gobierno de Nicolás Maduro visitar a López y Ledezma y poder participar como abogado defensor en el proceso judicial contra estos.[78]
- 10 de junio: Países Bajos anuncia su decisión de renunciar a la realización de los Juegos Europeos de 2019.
- 11 de junio: en Chile comienza la 44.ª edición de la Copa América 2015.
- 12 de junio: Inician los Juegos Europeos de Bakú 2015.
- 13 y 14 de junio: en el Circuito de la Sarthe (en Francia) se llevan a cabo las 24 Horas de Le Mans.
- 16 de junio: En la ciudad estadounidense de Nueva York, el empresario Donald Trump anunció su precandidatura a la presidencia de Estados Unidos por el Partido Republicano, bajo el eslogan "We are going to make our country great again" (Vamos a hacer a nuestro país grande de nuevo). Sin embargo, su discurso en ese acto generó controversia, ya que hizo comentarios despectivos hacia México, catalogando a los inmigrantes mexicanos ilegales como "corruptos, delincuentes y violadores", indicando además su deseo de construir un muro entre las fronteras de Estados Unidos y México, que tendría que ser pagado por México.[79] Estas declaraciones causaron el enojo de la comunidad latina de los Estados Unidos e hicieron que varias empresas (como NBC, Macy's, y Univisión) cortaran relaciones comerciales con Trump.[80][81]
- 17 de junio: 
  - fallece el expresidente turco Süleyman Demirel.
  - Dylann Roof, un joven de 21 años, asesina a 9 personas afroamericanas en una iglesia de Charleston, EE. UU.
- 18 de junio: elecciones generales en Dinamarca. El partido de la primera ministra Helle Thorning-Schmidt gana las elecciones pero pierde el gobierno.
- 20 de junio: en Auckland (Nueva Zelanda) finaliza el Mundial sub-20 y por primera vez la Selección de Serbia consigue su primer título de campeón del mundo en esta categoría al derrotar a la favorita Brasil por 1-2.
- 26 de junio: 
  - La Santa Sede firma un histórico acuerdo con Palestina, reconociéndolo como un país soberano e independiente y afirmando su resolución del pasado 13 de mayo.[82]
  - Epidemia de síndrome respiratorio de Oriente Medio termina con 1300 contagios y 500 muertes. Un total de 24 países reportaron casos.
  - En Francia, Kuwait, Siria, Somalía y Túnez, múltiples ataques terroristas dejan más de 130 muertos.
  - La Corte Suprema de los Estados Unidos legaliza el matrimonio homosexual en todo el país al declarar inconstitucionales todas las leyes en contra que había en distintos estados.[83]
- 28 de junio: 
  - Grecia declara corralito bancario ante el fracaso de las negociaciones por la crisis de la deuda soberana.[84]
  - El Partido Socialista Unido de Venezuela (PSUV) celebra elecciones primarias para las de la Asamblea Nacional del 6 de diciembre.[85]
- 29 de junio: un tribunal de Zambia declara inocente de corrupción al expresidente Rupiah Banda por un acuerdo de adquisición de petróleo con Nigeria.[86]
- 30 de junio: se añade un segundo a la red de relojes de tipo atómico, para ajustar en 0,9 segundos el tiempo al de rotación de la Tierra. Por tanto, de las 23:59:59 horas se pasó a las 23:59:60, en lugar de pasar al 1 de julio.[87]

### Julio
- 1 de julio: los reyes de España, Felipe VI y Letizia, concluyen su visita de Estado a México, tras tres días de estancia en el país americano.[88]
- 2 de julio: en Bogotá se revive el terrorismo con la detonación de 2 bombas, una en la calle 72 y otra en la localidad de Puente Aranda.[89]
- 3 de julio: Un terremoto de 6,4 sacude el condado de Pishan en China dejando 3 muertos y 70 heridos.
- 4 de julio: en Santiago (Chile) finaliza la Copa América, con el mismo país como ganador derrotando a selección de fútbol de Argentina en tanda de penales por 4-1 Consiguiendo su Primer Título de Copa América.
- 5 de julio: 
  - En Japón, se hace oficial el estreno de la esperada serie anime Dragon Ball Super, continuidad de la saga de Dragon Ball.
  - Grecia celebra un referéndum sobre la aceptación del programa de rescate que proponen los acreedores, ante el impago de la deuda soberana.[90]
- 5 - 12 de julio: El papa Francisco realiza visitas oficiales a Ecuador, Bolivia y Paraguay.[91][92][93][94]
- 8 al 12 de julio: en México hace erupción el volcán de Colima
- 8 de julio: 
  - Italia rescata a 823 inmigrantes y recupera 12 cuerpos procedentes de la costa del norte de África.[95]
  - en Toronto (Canadá) se inauguran los Juegos Panamericanos 2015.

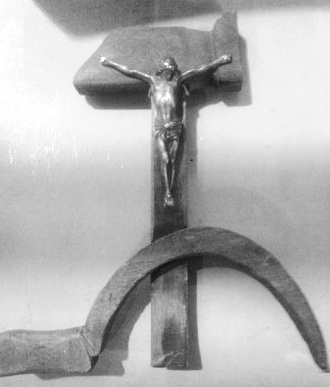
El «crucifijo comunista» que el padre español Luis Espinal talló en los años setenta (sería asesinado el 22 de marzo de 1980). El 9 de julio de 2015, el presidente Evo Morales le regaló al papa Francisco una réplica de este crucifijo.

- 9 de julio: en La Paz (Bolivia) el presidente Evo Morales le regala al papa Francisco una réplica del crucifijo del periodista, cineasta y sacerdote marxista Luis Espinal (1932-1980), asesinado en La Paz (el día anterior, el papa había orado en el sitio donde fue hallado el cadáver del jesuita).
- 11 de julio: 
  - El tifón Chan-Hom arrasa el este de China dejando pérdidas económicas de US$314 millones más el cierre de colegios y de la suspensión de vuelos y trenes.[97]
  - El conocido narcotraficante mexicano "El Chapo Guzmán", jefe del cartel de Sinaloa, fuga de la cárcel del Estado de México, poniendo en evidencia el nivel de seguridad en la prisión en la que estaba recluido desde su detención en febrero de 2014. México, Estados Unidos, Honduras, El Salvador y Guatemala ponen en alerta sus fronteras ante la posibilidad de que el narcotraficante las pueda cruzar.[98]
- 12 de julio: Etiopía es designada por la CAF como país sede del Campeonato Africano de Naciones de 2020.
- 13 de julio: 
  - Mueren 16 personas al estallar una bomba de un suicida de Boko Haram en un importante mercado al norte de Camerún, muy cerca de la frontera con Nigeria.[99]
  - Se desarrolla la primera Operación de Liberación del Pueblo (OLP), una serie de despliegues policiales en Venezuela que continuarían hasta mediados de 2017, en la Cota 905, en Caracas, con el objetivo de capturar el pran Carlos Luis Revete, alias “el Coqui”; el pran no fue detenido. Según una investigación del Ministerio Público, las OLP dejaron un saldo de 505 asesinatos para mediados de 2017.[100]
- 14 de julio:

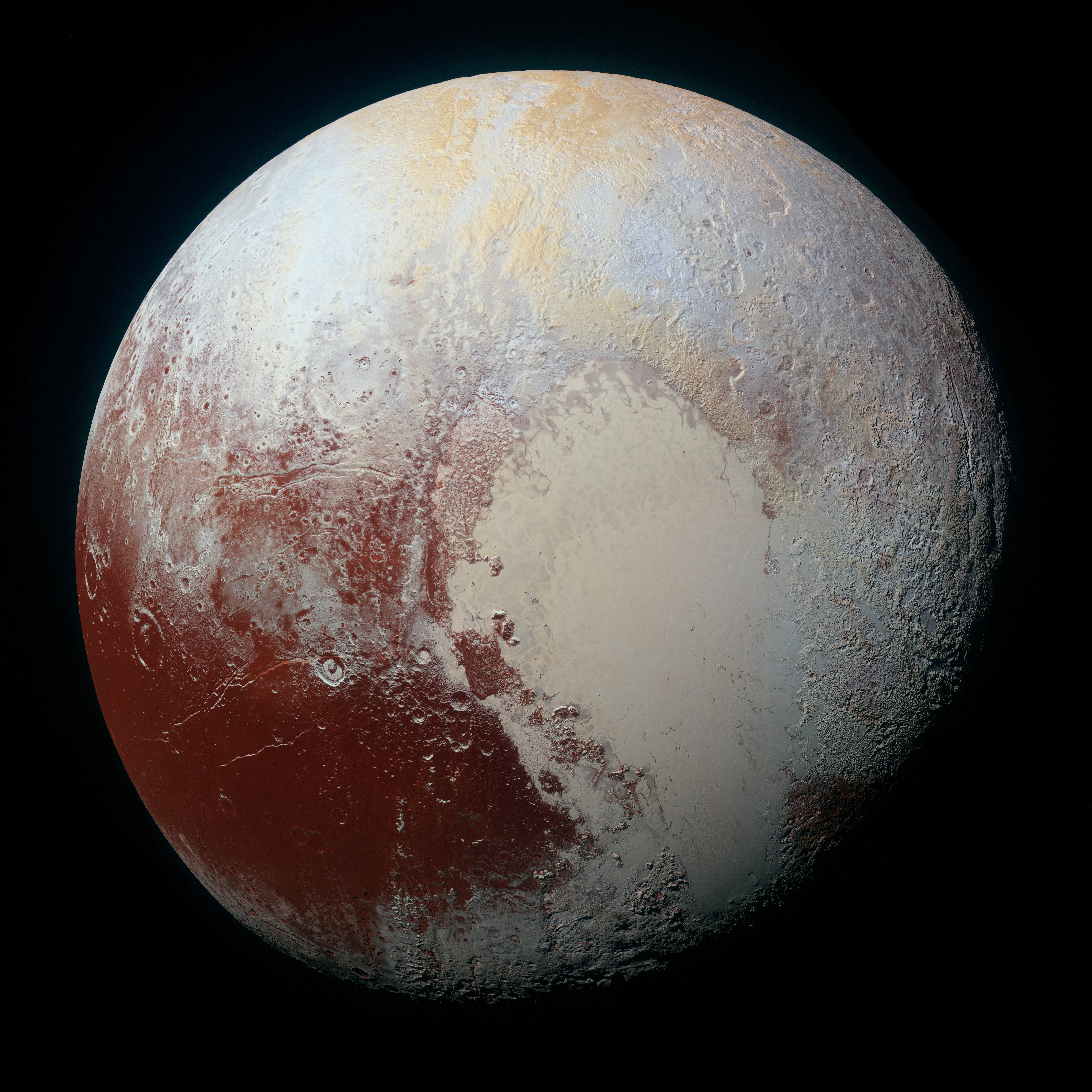
La sonda New Horizons llega a Plutón y muestra una superficie activa y llena de accidentes geológicos.

  - La sonda New Horizons llega a Plutón y muestra una superficie activa y llena de accidentes geológicos.Estados Unidos, Rusia y otras potencias firman el histórico Plan de Acción Conjunto y Completo[101] acuerdo con Irán acerca del programa nuclear de Irán.[102]
  - La sonda estadounidense New Horizons llega al planeta enano Plutón.[103]

- 15 de julio: la Agencia Espacial Europea (ESA) lanza el satélite MSG-4 perteneciente al programa Meteosat.
- 16 de julio: casi 70 años después del término de la Segunda Guerra Mundial, Japón renuncia a su política pacifista, reformando su constitución, esto también con fuertes manifestaciones en contra de la reforma.[104]
- 17 de julio: tras nueve meses de lucha por su vida, fallece el piloto francés Jules Bianchi.
- 19 de julio: Arabia Saudita informa de la detención de 431 presuntos miembros de Estado Islámico, siendo frustrados múltiples ataques suicidas.[105][106]
- 20 de julio: 
  - Cuba y Estados Unidos restablecen oficialmente sus relaciones diplomáticas canceladas en 1961, con la apertura de las embajadas.[107]
  - Atentado terrorista en Turquía deja 32 muertos y 105 heridos. La banda terrorista Estado Islámico se adjudica la responsabilidad del ataque.
- 23 de julio: Descubrimiento del exoplaneta Kepler 452b.[108]
- 25 de julio: 
  - Se realiza el sorteo preliminar para la Copa Mundial de Fútbol de 2018 realizado en Rusia y se realizó en el Palacio de Constantino de San Peterburgo.
  - Túnez aprueba introducir la pena de muerte a la nueva ley antiterrorista, luego de que este año el país sufriera 2 ataques terroristas de gran índole (el del Museo Nacional de Bardo y el de Susa).[109][110]
  - Un terremoto de 5,1 sacude la ciudad de Islamabad dejando 3 muertos.
- 26 de julio: finalizan los Juegos Panamericanos 2015.
- 27 de julio: 
  - Son rescatadas a 39 personas secuestradas por el grupo maoísta fundamentalista Sendero Luminoso en la selva de Perú.[111]
  - Se estrena en el canal Cartoon Network la serie de Escandalosos.
- 28 de julio: es inaugurado el 23° Jamboree Scout Mundial 2015 en Kiraharama Beach en la ciudad japonesa de Yamaguchi.
- 29 de julio: Microsoft lanza al mercado internacional su sistema operativo Windows 10.
- 30 de julio: en Jerusalén, en una marcha de orgullo gay un fanático religioso apuñala a 12 personas.[112] Había salido en libertad tres semanas antes tras haber pasado 10 años en prisión por haber apuñalado a tres personas en la marcha gay de 2005.[113]

### Agosto
- 1 de agosto: en Argentina entra en vigencia el nuevo Código Civil y Comercial, en reemplazo del Código Civil de 1869 y del Código de Comercio de 1862.[114]
- 5 de agosto: en Buenos Aires, el club de fútbol River Plate gana su tercera Copa Libertadores a lo largo de su historia tras vencer en el estadio Monumental al club mexicano Tigres por 3 a 0. El resultado global es 3-0, ya que en Monterrey (México) ambos equipos habían igualado sin goles.
- 6 de agosto: en Bolivia entra en vigencia el nuevo Código Procesal Civil.[115]
- 7 de agosto: en la República Democrática del Congo un terremoto de 5,8 deja 3 fallecidos en la provincia de Kivu del Sur.
- 8 de agosto: en alguna ciudad de Japón finaliza la reunión de los boy scouts 23.ª Jamboree Scout Mundial 2015.
- 8 de agosto: en el suburbio de Harris, 15 km al norte de Houston (estado de Texas), un tal David Conley the Third (48) secuestra a su exesposa ―Valerie Jackson (40), quien se había vuelto a casar y había tenido varios hijos― con toda su familia. Obliga a su exesposa a ver cómo asesina de un tiro en la cabeza 
  - primero al esposo, Dwayne Jackson (50), después a
  - Nathaniel Conley (13), que era el propio hijo del asesino David Conley III
  - Honesty Jackson (11)
  - Dwayne Jackson, Jr. (10)
  - Caleb Jackson (9)
  - Trinity Jackson (7)
  - Jonah Jackson (6), y finalmente mató a su esposa. Fue capturado por la policía y condenado a cadena perpetua.
- 9 de agosto en Argentina se celebran las elecciones primarias (PASO).
- 11 de agosto: en Tiflis (Georgia), el FC Barcelona gana la UEFA Supercup
- 12 de agosto: en la ciudad de Tianjin (China), se produce una fuerte explosión en un puerto de contenedores de la ciudad. La explosión ha dejado un saldo de al menos 13 muertos y más de 50 heridos.

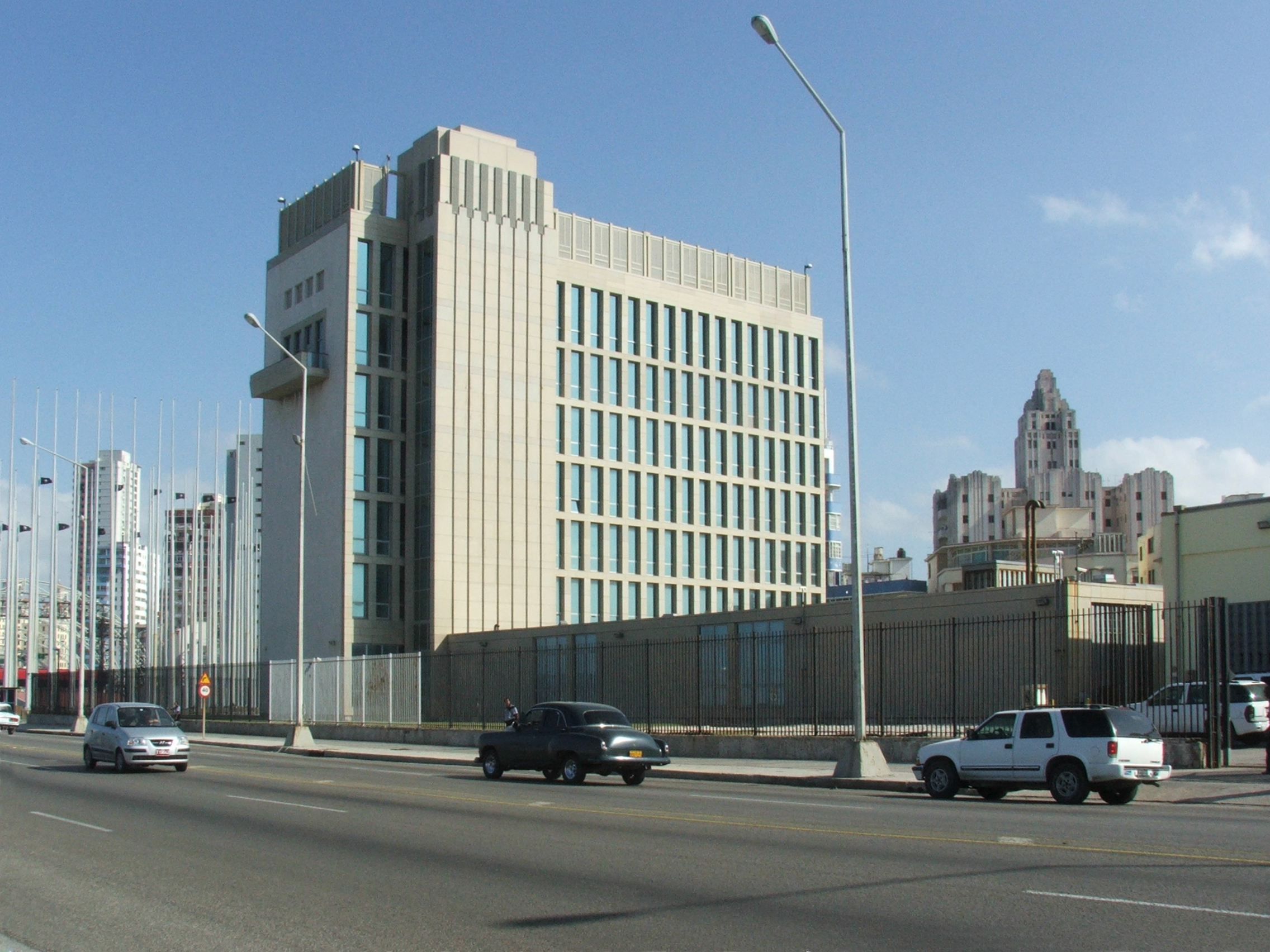
En la capital de Cuba se lleva a cabo la reinauguración de la embajada estadounidense.

- 14 de agosto: en La Habana (Cuba) se reinaugura la embajada de Estados Unidos, un mes después de que ambas naciones restablecieran relaciones diplomáticas.
- 14 de agosto: en Ecuador, el volcán Cotopaxi reactiva su actividad eruptiva tras 138 años de inactividad. Se declara alerta amarilla.
- 17 de agosto: en Bangkok (Tailandia), un atentado terrorista deja al menos 17 muertos y más de 100 heridos (atentado de Bangkok).
- 19 de agosto: el Gobierno venezolano cierra la frontera entre San Antonio del Táchira (Venezuela) y Cúcuta (Colombia).
- 23 de agosto: en el autódromo de Pocono, fallece en accidente el piloto británico Justin Wilson.
- 23 de agosto: en SummerSlam 2015 se realiza en el Barclays Center la revancha más esperada en la historia del entretenimiento deportivo entre The Undertaker contra Brock Lesnar
- 26 de agosto: en la ciudad de Roanoke (estado de Virginia), la periodista Alison Parker y el camarógrafo Adam Ward son acribillados mientras realizaban una entrevista en vivo. El acto fue grabado por la cámara de Ward.
- 27 de agosto: en Atenas (Grecia) dimite el primer ministro Alexis Tsipras. Le sucede la jueza Vasilikí Thánou, quien convoca elecciones anticipadas.

### Septiembre

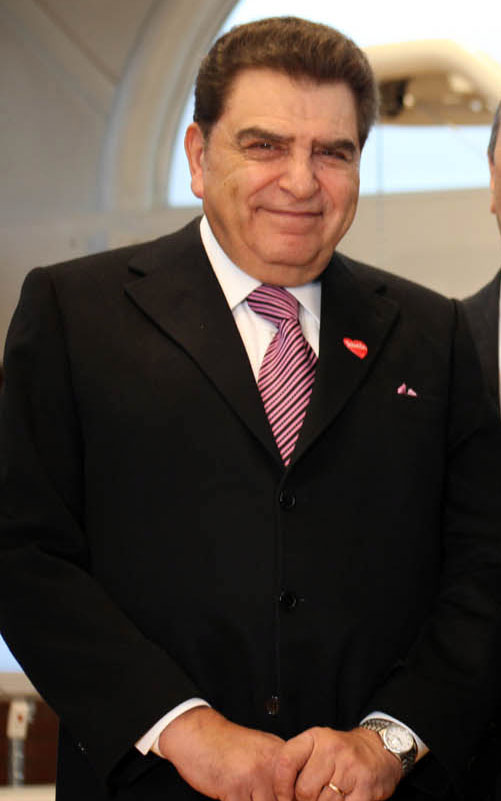
El conductor chileno Don Francisco conduce por última vez el programa de televisión Sábado gigante, uno de los más longevos de América Latina.

- 1 de septiembre: sale a la venta a nivel mundial la quinta y última entrega de la saga, Metal Gear Solid V: The Phantom Pain siendo el último trabajo de Hideo Kojima para Konami.
- 3 de septiembre:
  - Se ordena el arresto del presidente de Guatemala, Otto Pérez Molina, por asociación ilícita y casos de corrupción.[116]
  - Se celebra en China un desfile militar conmemorativo al 70 aniversario del fin de la Segunda Guerra Mundial
- 6 de septiembre: en Guatemala se celebran elecciones generales.
- 12 de septiembre: explosión en India deja al menos 105 muertos.
  - En el Distrito Federal, México, se escucha por primera vez en los altavoces recientemente instalados a lo largo de la ciudad, la alerta sísmica, como parte de las pruebas de audio. Se espera que la alerta sísmica del C5 entre en funciones de manera permanente el próximo 19 de septiembre, coincidiendo con los 30 años del terremoto de 1985.[117]
- 13 de septiembre: en la gobernación de Guiza, en el desierto occidental de Egipto, el ejército egipcio ataca vehículos que transportaban a turistas mexicanos y egipcios. Al menos 12 personas murieron y 10 más resultaron heridas.[118]
- 16 de septiembre: en Chile, se registra un terremoto de 8,4 y un tsunami que dejan un saldo de 22 muertos y decenas de heridos.
- 17 de septiembre: a casi un año de la caída del gobierno dictatorial de Blaise Compaoré en Burkina Faso se produce un nuevo golpe de Estado donde el militar Gilbert Diendéré se proclama presidente al derrocar a Michel Kafando. Esto ocurre pocas semanas antes de que se celebraran elecciones democráticas libres.[119]
- 19 de septiembre: se emite el último programa de Sábado gigante con Don Francisco en Miami, tras haber permanecido 53 años al aire ininterrumpidamente.[120]
- 20 de septiembre: en 5 de 9 departamentos de Bolivia, se realiza un referéndum de Estatutos Autonómicos, además de cartas orgánicas en Huanuni (en Oruro) además de Tacopaya y Cocapata (en Cochabamba) y estatutos indígenas en el municipio de Totora Marka (en Oruro) y de Charagua (en Santa Cruz).
- 23 de septiembre: fracasa el Golpe de Estado perpetrado en Burkina Faso, el gobierno golpista liderado por Gilbert Diendéré renuncia al poder y Michel Kafando es restituido como presidente interino del país.
- 27 de septiembre: elecciones al Parlamento de Cataluña de 2015.
- 27 a 28 de septiembre: eclipse lunar.
- 28 de septiembre: la NASA estadounidense descubre la existencia de corrientes de agua salada en la superficie del planeta Marte.[121]
- 30 de septiembre: en el marco de la guerra civil siria, Rusia empieza a atacar a la organización terrorista Estado Islámico y a los rebeldes sirios en apoyo al régimen de Bashar Al Assad. El secretario de Estado estadounidense, John Kerry, afirma que ahora Estados Unidos ya no buscará la renuncia inmediata del presidente Al Assad.[122]

### Octubre

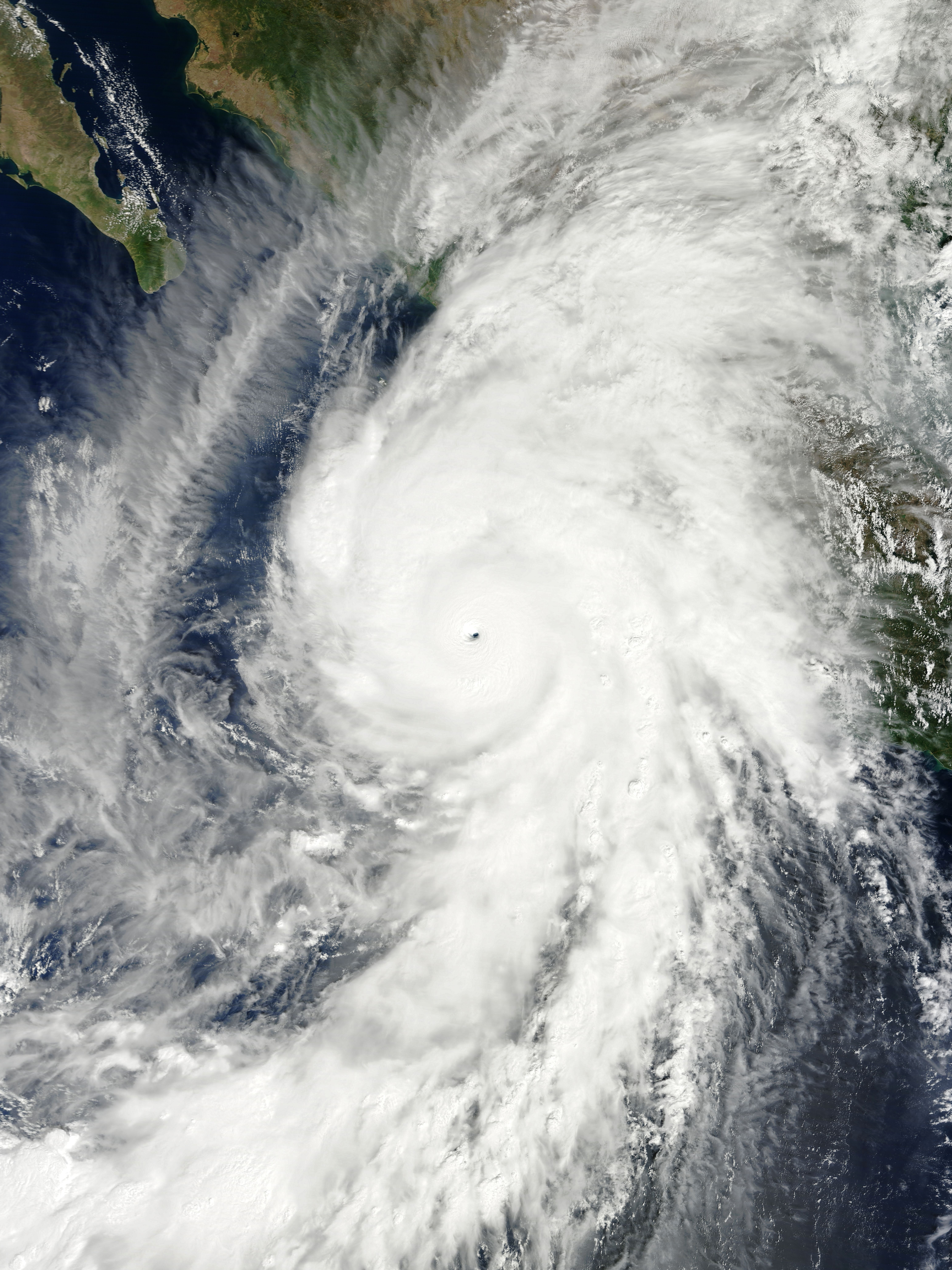
El Huracán Patricia se convierte en el más poderoso y peligroso huracán de la Temporada de ciclones tropicales en el Pacífico.

- 1 de octubre: en el municipio Santa Catarina Pinula, a 6 km al este del aeropuerto La Aurora (en el sur de la ciudad de Guatemala), a las 22:00 un alud aplasta 125 casas, dejando unos 263 muertos y 374 desaparecidos. (Tragedia de El Cambray II).[123]
- 3 de octubre: En Afganistán, un ataque aéreo estadounidense contra un hospital de Médicos Sin Fronteras mata a unas 20 personas.[124]
- 8 de octubre:
  - Se inician las Eliminatorias Sudamericanas para la Copa Mundial de Fútbol de 2018.[125]
  - En el marco de las eliminatorias sudamericanas a Rusia 2018. La selección de Ecuador venció por primera vez como visitante a Argentina por 0-2 en Buenos Aires donde anteriormente lo habían logrado Brasil por 1-3 en Rosario por las eliminatorias a Sudáfrica 2010 y Colombia por 0-5 en Buenos Aires en las eliminatorias a Estados Unidos 1994.
- 9 de octubre: el diseñador y creador de la serie Metal Gear, Hideo Kojima, deja oficialmente Konami tras 29 años de labores.
- 10 de octubre: en Ankara, Turquía, una serie de atentados suicidas mata al menos a 100 personas en una manifestación por la paz e hiere a más de 400 personas.
- 13 de octubre: rebeldes sirios atacan la embajada de Rusia en Damasco, con 2 proyectiles lanzados desde los alrededores de la capital siria, mientras había una multitud aglomerada que apoyaba la intervención militar rusa en la Guerra Civil en curso.[126][127]
- 17 de octubre: 
  - en Salta, Argentina produce un terremoto que deja saldo de una mujer muerta, varios heridos y numerosos destrozos, el terremoto con graves daños que existe desde 2010.
  - Comienza la Copa Mundial de Fútbol Sub-17 de 2015 en Chile.
- 18 de octubre: en Bogotá (Colombia) se accidenta un Beechcraft 60 en un barrio cercano al Aeropuerto Internacional El Dorado poco después de despegar; mueren sus 5 ocupantes.
- 19 de octubre: en Canadá se celebran las elecciones federales, el Partido Liberal de Canadá obtiene la mayoría.
- 20 de octubre: Debut oficial del grupo: Twice con el álbum The Story Begins
- 23 de octubre: en la costa del Pacífico mexicano se forma un devastador ciclón tropical de categoría 5―el huracán Patricia― catalogado como el más fuerte y devastador jamás registrado en la Costa Del Pacífico.
- 25 de octubre: 
  - se celebran elecciones generales en Argentina, Guatemala y Haití.
  - En Colombia se celebran elecciones regionales y municipales.
  - Las elecciones parlamentarias polacas de 2015 se llevan a cabo para el Sejm de la República de Polonia, con la elección ganada por el mayor partido de la oposición, el ala derecha Ley y Justicia (PiS).
- 26 de octubre: 
  - Un terremoto de 7,5 sacude Afganistán, Pakistán e India dejando un saldo de 399 muertos y 2.536 heridos.
  - Asesinan 12 soldados colombianos después de las elecciones generales.
- 27 de octubre: 
  - en Cataluña, en España, el Parlamento catalán registra la declaración de inicio de la secesión de Cataluña de España. De aprobarse autorizaría al futuro gobierno catalán a iniciar los trámites para crear la República Catalana y desobedecer los mandatos del Estado español.[128]
  - Ecuador, Panamá y Venezuela son prorrogados en su mandato como Estados miembros del Consejo de Derechos Humanos de las Naciones Unidas
- 31 de octubre: 
  - Finaliza la Exposición Internacional de Milán.
  - A las 4:13 UTC (07:13 Hora de Moscú) se estrella el Vuelo 9268 de Kogalymavia Con la cifra de 224 personas fallecidas, el accidente del vuelo 9268 es el más mortífero en la historia de Egipto, superando la caída del vuelo 604 de Flash Airlines en 2004. También es el accidente aéreo más mortal que involucra a un Airbus A321, sobrepasando el accidente del vuelo 202 de Airblue en Pakistán, en 2010, y el más mortal de la familia Airbus A320, sobrepasando al vuelo 3054 de TAM en 2007.

### Noviembre
- 1 de noviembre: el Club Atlético Boca Juniors se consagra campeón del Campeonato de Primera División - Torneo Julio H. Grondona con una fecha de anticipación y luego de casi cuatro años, venciendo por 1 a 0 a Tigre en La Bombonera.
- 4 de noviembre: 
  - en Canadá, Justin Trudeau es investido y se convierte en primer ministro de Canadá.
  - El primer ministro rumano, Victor Ponta, renuncia en medio de llamados de la gente enfurecida por el incendio del club nocturno Colectiv, marcando el final de un período de casi cuatro años de disturbios en Rumania. Las protestas pacíficas continuarion hasta el 9 de noviembre.
- 5 de noviembre: 
  - En el "Grand Prince Hotel Takanawa" en la ciudad de Tokio (Japón) la venezolana Edymar Martínez es coronada miss internacional 2015, otorgándole la séptima corona a Venezuela en dicho concurso, convirtiéndolo el país que más veces ha ganado.
  - En Brasil, se rompe una presa en Bento Rodrigues: mueren 17 personas.
- 7 de noviembre:
  - El presidente de la República Popular China, Xi Jinping, y el presidente de la República de China, Ma Ying-jeou, se reúnen formalmente por primera vez.
  - Marcha Estatal Contra las Violencias Machistas, hito de movilización feminista en España.
- 8 de noviembre: En Viña del Mar, Chile, finaliza la Copa Mundial de Fútbol Sub-17 de 2015, resultando como ganadora la selección de Nigeria, derrotando en la final a la selección de Mali por 2 goles a 0.
- 10 de noviembre: la Organización de Estados Americanos (OEA) cuestiona las condiciones en las que se realizarán las próximas elecciones parlamentarias en Venezuela, en una carta enviada al Consejo Nacional Electoral (CNE), poder electoral de ese país. Asimismo se mostró en contra de la inhabilitación de algunos líderes políticos opositores de participar en estos comicios.[129]
- 12 de noviembre: en Beirut, Líbano, dos terroristas suicidas del grupo Estado Islámico detonan sendas bombas (Bombardeos en Beirut de 2015), con un saldo de 43 muertos y 230 heridos.
- 13 de noviembre:

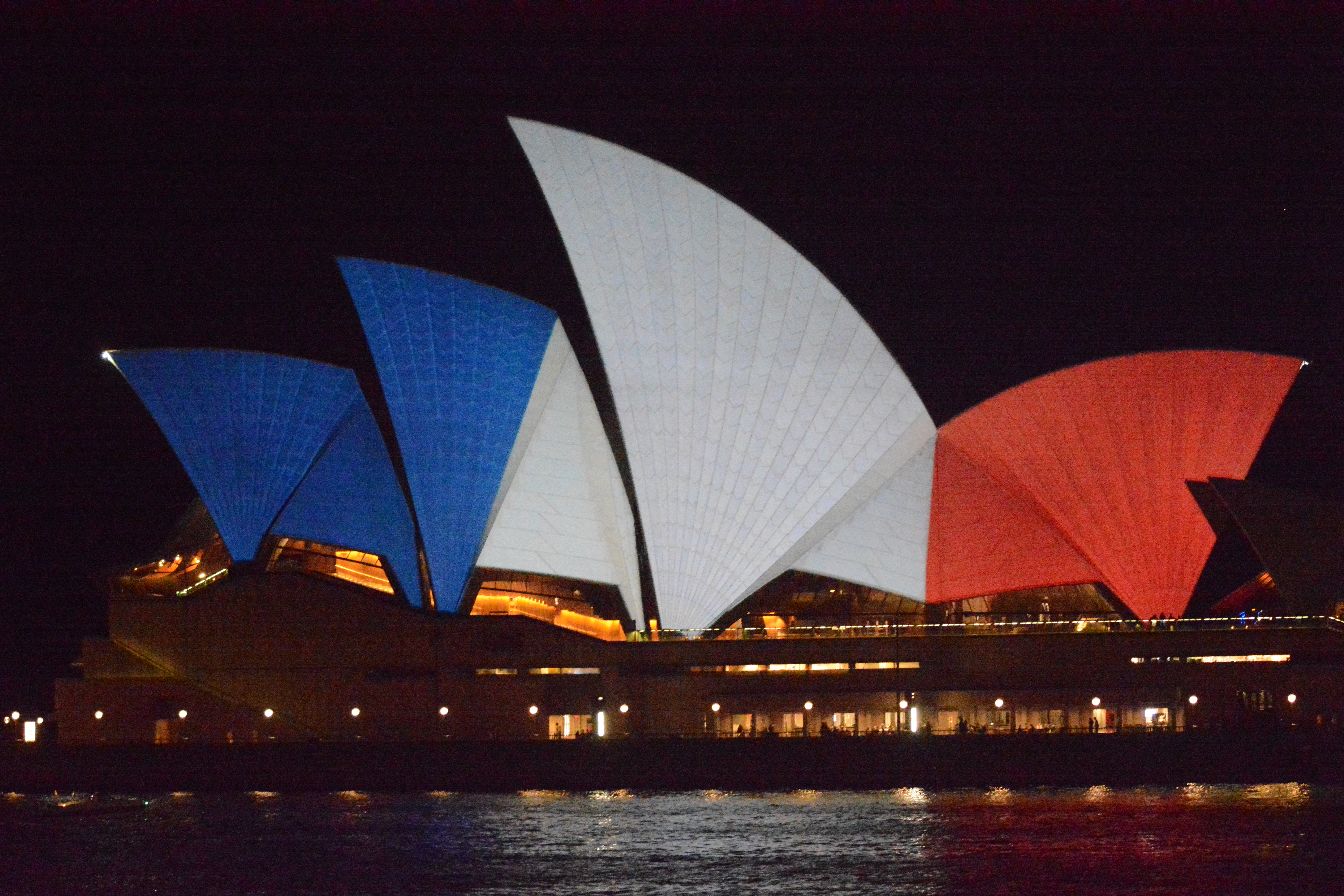
La Ópera de Sídney iluminada con los colores de la bandera francesa en homenaje a los atentados de París

- La Ópera de Sídney iluminada con los colores de la bandera francesa en homenaje a los atentados de ParísEn París, Francia, se perpetran una serie de atentados terroristas en diferentes partes de la ciudad, dejando un total de 153 personas muertas. La organización terrorista Estado Islámico se adjudica su autoría.
- Cerca del sur de Japón se produce un terremoto de magnitud 7,2 grados. Provocó alerta de tsunami local que fue de 30 cm.
- 15 de noviembre: Elecciones municipales de Paraguay de 2015.
- 17 de noviembre: 
  - El Secretario General de la UNASUR, y la presidenta del Consejo Nacional Electoral (CNE) de Venezuela, instalaron una Misión Electoral internacional que participará en los próximos comicios parlamentarios de ese país.[130]
  - Se inaugura en Cartagena de indias (Colombia) el sistema integrado de transporte masivo (SITM) Transcaribe.
  - Un terremoto de 6,5 sacude la isla griega de Lefkada dejando 2 muertos y varios heridos.
- 22 de noviembre: en Argentina, Mauricio Macri es electo presidente al vencer (con el 51 %) a Daniel Scioli en segunda vuelta.[131]
- 24 de noviembre: Turquía derriba un avión de combate ruso en la región de Hatay's Yaladag. Ankara argumentó que se violó en repetidas ocasiones su espacio aéreo pese a las advertencias, mientras que Moscú lo negó a la vez en que el presidente Vladímir Putin calificó el acto como «una puñalada en la espalda que tendrá serias consecuencias para la relación de Rusia con Turquía».
- 29 de noviembre: 
  - en Burkina Faso, se llevan a cabo las primeras elecciones democráticas libres tras la caída de la dictadura de Blaise Compaoré, donde el político Roch Marc Christian Kaboré es electo para ser el nuevo presidente del país.[132]
  - En Cataluña, se refunda la Joventut Socialista Unificada de Catalunya, referente juvenil del partido comunista catalán PSUC Viu.[133]
- 30 de noviembre: en París (Francia) se celebra la XXI Conferencia Sobre Cambio Climático.

### Diciembre
- 1 de diciembre: Entra en actividad eruptiva el volcán Momotombo en Nicaragua después de 110 años de inactividad, arrojando lava, gases y cenizas.
- 2 de diciembre: en San Bernardino, California, tiene lugar un tiroteo donde fallecen 14 personas y 21 son heridas. La organización terrorista Estado Islámico se atribuyó el ataque.
- 6 de diciembre: la Mesa de la Unidad Democrática (MUD), principal agrupación política opositora de Venezuela, logra la mayoría calificada en la Asamblea Nacional. El oficialismo o chavismo mantenía el control del Parlamento desde 2000.
- 7 de diciembre: Un terremoto de 7,2 sacude Tayikistán dejando 2 muertos y decenas de heridos.
- 8 de diciembre: se inicia el Jubileo de la misericordia con motivo del 50 aniversario de la clausura del Concilio Vaticano II.Mauricio Macri, Presidente de Argentina 2015-2019.

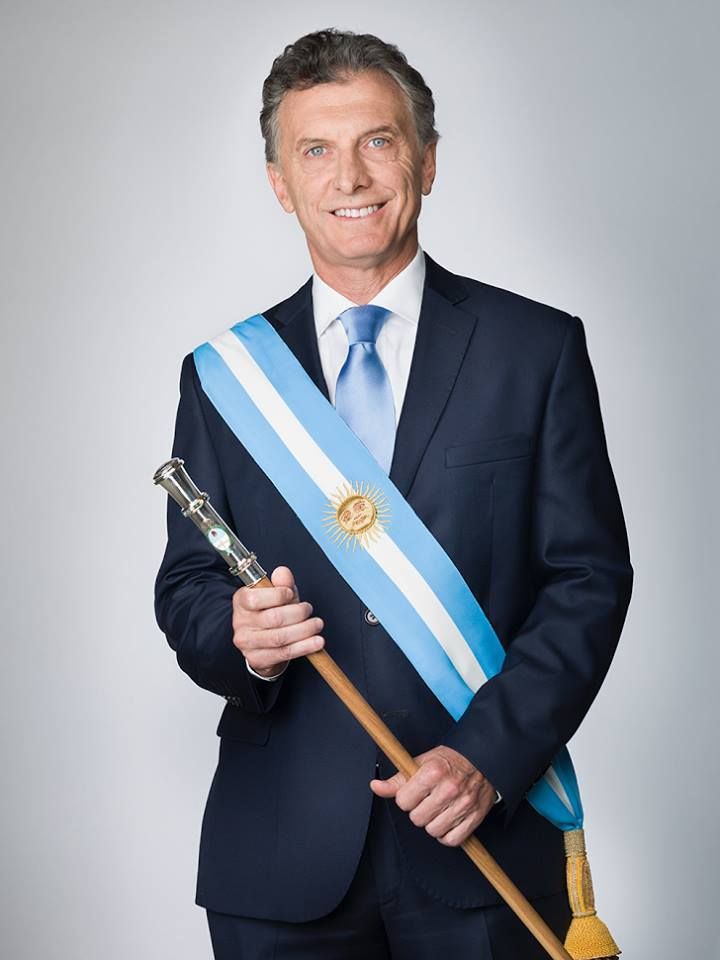
Mauricio Macri, Presidente de Argentina 2015-2019.

- 9 de diciembre: el Club independiente Santa fe de Bogotá, Colombia, se consagro campeón de la  Copa sudamericana, venciendo al Club atlético huracán de Buenos Aires, Argentina (3-1) en penales, consiguiendo su primer y único título hasta el momento
- 10 de diciembre: en Argentina, Mauricio Macri asume como presidente para el periodo 2015-2019.
- 11 de diciembre: en el estado de Querétaro, México, se dio el Apagón analógico.
- 14 de diciembre: en Rosario de la Frontera (Argentina), un equipo de gendarmes que se dirigían a la ciudad de San Salvador de Jujuy para «contener» una manifestación popular, sufren un accidente de tránsito. Fallecen 43 gendarmes.
- 15 de diciembre: 
  - En República Dominicana asesinan al Alcalde de Santo Domingo Este y miembro del Partido de la Liberación Dominicana (PLD) Juan de los Santos de dos disparos, ocurrido en la Federación Dominicana de Municipios (FEDOMU). Luis Feliz fue el perpetrador del crimen en el que también se suicidó durante el hecho.
  - Se forma la Coalición Militar Islámica contra el Terrorismo con el fin de luchar contra el terrorismo.[134]
- 17 de diciembre: en México se prevé completar el apagón analógico para dar paso a la TDT (televisión digital terrestre).[135]
- 18 de diciembre: se estrena la película Star Wars: Episodio VII - El despertar de la Fuerza. Después de ser anunciada el 30 de octubre de 2012, cuando Disney compró Lucasfilm por 4.5 millones de dólares y anunció la realización de una tercera trilogía de Star Wars conformada por los episodios VII, VIII y IX empezando en 2015 con el episodio VII.
- 19 de diciembre: en Sanya (China) se lleva a cabo el concurso Miss Mundo 2015 donde Mireia Lalaguna de España obtiene la primera corona para su país.
- 20 de diciembre: 
  - En España se celebran elecciones a Cortes Generales, el Partido Popular liderado por Mariano Rajoy logra obtener una mayoría simple y se mantiene en el gobierno.
  - En México se emite por última vez el programa infantil En Familia con Chabelo con Xavier López "Chabelo", después de emitirse ininterrumpidamente durante 48 años.[136]
  - En Las Vegas (Estados Unidos) se lleva a cabo el concurso Miss Universo 2015. El presentador del concurso, Steve Harvey, inicialmente anuncia que la ganadora del concurso es la colombiana Ariadna Gutiérrez; después reconoce su error y anuncia que la verdadera ganadora es la filipina Pia Wurtzbach; por lo que obtiene la tercera corona para su país.Aterrizaje exitoso del Falcon 9 Vuelo 20 en la primera etapa en tierra el 22 de diciembre de 2015

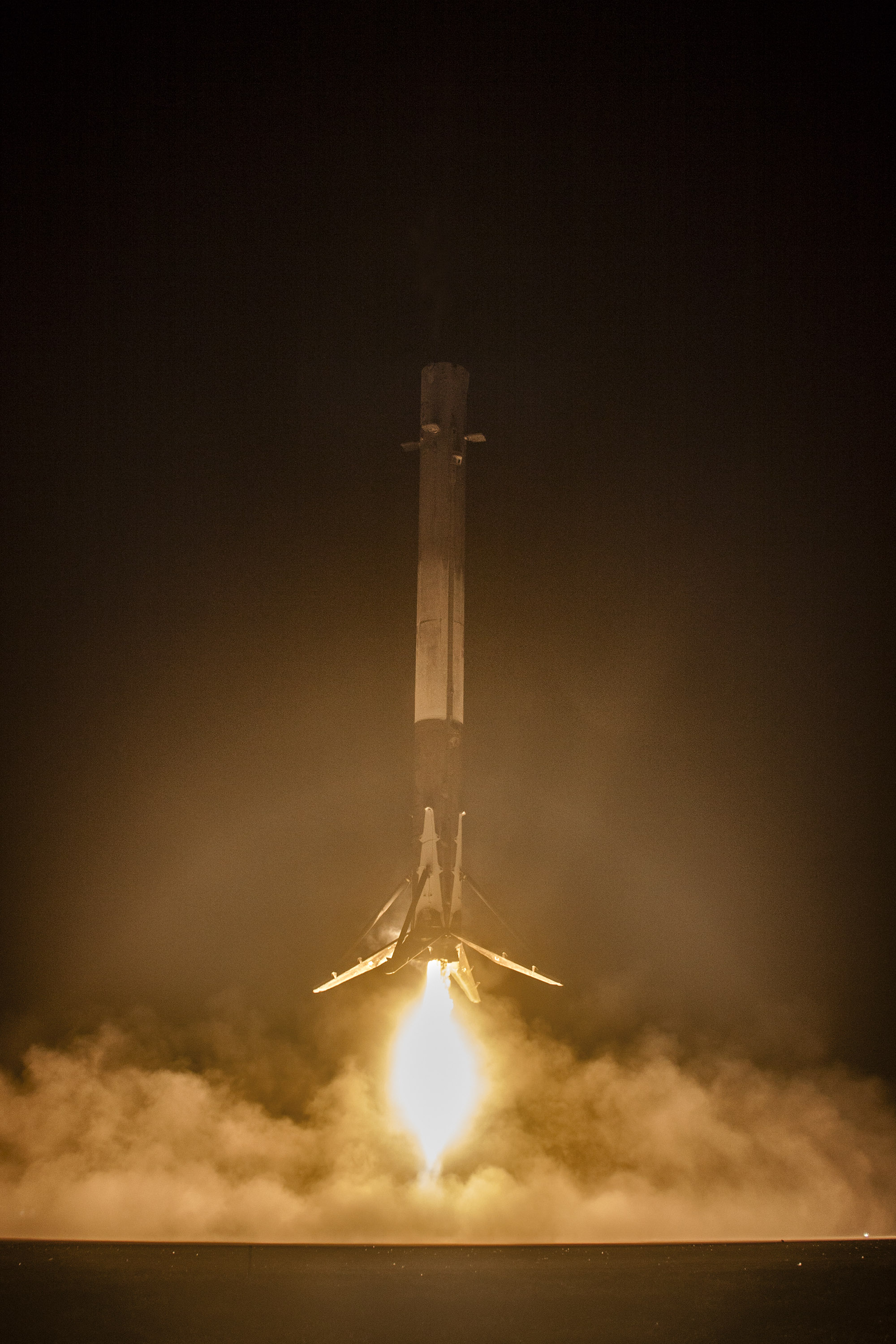
Aterrizaje exitoso del Falcon 9 Vuelo 20 en la primera etapa en tierra el 22 de diciembre de 2015

- 22 de diciembre: El primer aterrizaje de la primera fase de un cohete orbital sobre suelo firme (Falcon 9 Vuelo 20) de la compañía SpaceX.
- 24 de diciembre: en Argentina, las provincias de Entre Ríos, Santa Fe, Corrientes y Buenos Aires sufren inundaciones, dejando un total de 23 000 personas evacuadas.
- 25 de diciembre: Un terremoto de 6,3 sacude Afganistán dejando un muerto y más de 100 heridos.
- 29 de diciembre: en Burkina Faso, Roch Marc Christian Kaboré toma posesión como presidente, convirtiéndose en el primer mandatario civil democráticamente elegido en asumir dicho cargo desde el Gobierno de Maurice Yaméogo.[137]
- 31 de diciembre: 
  - Concluye parcialmente el apagón analógico en México (a fines del 2016 se llevó el apagón total).
  - En Dubái (Emiratos Árabes Unidos) se presenta un incendio de grandes dimensiones en el hotel de lujo The Address. El incendio se inició en el piso 20 del edificio a muy pocas de finalizar el año. A pesar de los comunicados de la policía que el incendio estaba un 90% controlado; el rascacielos seguía ardiendo en aquel entonces. A las 7:00 (UTC +4) del 1 de enero de 2016; el edificio todavía expulsaba humo.

## Ciencia
- 14 de septiembre: en el observatorio LIGO de detección de ondas gravitatorias se produce la primera observación directa de una onda gravitatoria identificada con el código GW150914 y presentada al público el 11 de febrero de 2016. El hito científico sería galardonado un año después con los premios Princesa de Asturias y Nobel.

## Deporte
- 5-15 de marzo: Campeonato Mundial de Biatlón de 2015.
- 15 de enero-1 de febrero: Campeonato Mundial de Balonmano Masculino de 2015.
- 14 de febrero-29 de marzo: Copa Mundial de Críquet de 2015.
- 27 de marzo-1 de abril: Campeonato Mundial de Polo de 2015.
- 11 de junio-4 de julio: Copa América 2015
- 10-26 de julio: Juegos Panamericanos de 2015.
- 12-28 de junio: Juegos Europeos de 2015.
- 24 de julio-9 de agosto: Campeonato Mundial de Natación de 2015.
- 22-30 de agosto: Campeonato Mundial de Atletismo de 2015.
- 31 de agosto-13 de septiembre: Abierto de Estados Unidos 2015
- 18 de septiembre-31 de octubre: Copa Mundial de Rugby de 2015.
- Diciembre: Campeonato Mundial de Balonmano Femenino de 2015

## Videojuegos
- Mortal Kombat X
- Super Mario Maker
- Kirby and the Rainbow Curse
- Undertale
- Metal Gear Solid V: The Phantom Pain
- Splatoon
- Batman: Arkham Knight
- Yoshi's Woolly World
- Sonic Runners
- Fallout 4
- Star Wars: Battlefront
- Bloodborne
- Mario Party 10
- Five Nights at Freddy's 3
- The Witcher 3: Wild Hunt
- Assassin's Creed: Syndicate
- Yo-kai Watch
- Call of Duty: Black Ops 3
- Five Nights at Freddy's 4
- Dr. Mario: Miracle Cure
- Xenoblade Chronicles X
- Mario Tennis: Ultra Smash
- Rise of the Tomb Raider
- Lego Dimensions
- Contenido descargable para Super Smash Bros. para Nintendo 3DS y Wii U

### Automovilismo
- Temporada 2015 de Fórmula 1
- Temporada 2015 del Campeonato Mundial de Rally
- Temporada 2015 del Campeonato Mundial de Turismos
- Temporada 2015 del Campeonato Mundial de Resistencia
- Temporada 2015 de la IndyCar Series
- Temporada 2015 de la NASCAR Sprint Cup Series
- Temporada 2014-15 de Fórmula E
- Temporada 2015-16 de Fórmula E

### Ciclismo
- UCI WorldTour 2015.
  - 20-25 de enero: Tour Down Under 2015.
  - 9-31 de mayo: Giro de Italia 2015.
  - 4-26 de julio: Tour de Francia 2015.
  - 22-13 de septiembre: Vuelta a España 2015.

### Fútbol
- FIFA Balón de Oro 2014.
- Copa Mundial Femenina de Fútbol de 2015.
- Copa Africana de Naciones 2015.
- Copa América 2015.
- Copa de Oro de la Concacaf 2015
- Copa Asiática 2015.
- Copa Mundial de Fútbol Sub-20 de 2015.
- Copa Mundial de Fútbol Sub-17 de 2015.
- Copa Libertadores 2015.
- Copa Sudamericana 2015.
- Liga de Campeones de la UEFA 2014-15.
- Liga de Campeones de la UEFA 2015-16.
- Liga Europea de la UEFA 2014-15.
- Liga Europea de la UEFA 2015-16
- Clasificación de Conmebol para la Copa Mundial de Fútbol de 2018.
- Clasificación de OFC para la Copa Mundial de Fútbol de 2018.
- Clasificación de Concacaf para la Copa Mundial de Fútbol de 2018.
- Clasificación de AFC para la Copa Mundial de Fútbol de 2018.
- Clasificación de CAF para la Copa Mundial de Fútbol de 2018.

### Tenis
- 19 de enero-1 de febrero: Abierto de Australia 2015
- 24 de mayo-7 de junio: Torneo de Roland Garros 2015
- 29 de junio-12 de julio: Campeonato de Wimbledon 2015
- 31 de agosto-13 de septiembre: Abierto de Estados Unidos 2015

### Lucha libre profesional
29 de marzo: Se celebró  WrestleMania 31 en el Levi's Stadium

## Televisión
- Nueva serie de Star vs. the Forces of Evil
- Nueva serie de We Bare Bears
- Nueva temporada de Gravity Falls.
- Nueva temporada de Al fondo hay sitio
- Nueva temporada de Adventure Time
- Nueva temporada de Black Mirror
- Nueva temporada de Clarence
- Nueva temporada de American Horror Story.
- Nueva temporada de Regular Show
- Nueva temporada de Steven Universe
- Nueva temporada de Girl Meets World

## En la ciencia ficción
- 21 de octubre de 2015: En la película Regreso al Futuro II es la fecha en la que Marty McFly y el Doctor Emmett Brown llegan al futuro.
- Fecha desconocida de 2015: En la serie Neon Genesis Evangelion se inicia en el año 2015 de la era cristiana, quince años después del primer y desastroso contacto con unos misteriosos seres conocidos como ángeles, que resultó en un cataclismo a escala mundial llamado Segundo Impacto, que redujo a la mitad la población humana en la Tierra.